# ゴブリンスレイヤー
『ゴブリンスレイヤー』（GOBLIN SLAYER!）は、蝸牛くもによる日本のライトノベルおよびそれを原作とするメディアミックス作品。書籍版はGA文庫（SBクリエイティブ）より2016年2月から刊行されており、イラストは神奈月昇。略称は「ゴブスレ」。
もとはWEB作品であるが、一般的なオンライン小説ではなく、いわゆる「やる夫スレ」（やる夫参照）でAA（アスキーアート）と組み合せて公開されていた作品であり、これを一般小説化した作品である。「このライトノベルがすごい！2017」の新作部門で1位。

## 概要
一般的には下級モンスターとして知られるゴブリンのみを狩る青年・ゴブリンスレイヤーを主人公とした作品である。
初刊の刊行前にコミカライズが決まっており、黒瀬浩介の作画により『月刊ビッグガンガン』（スクウェア・エニックス）にて、2016年6月号から連載中。また、同じWEB発の『まおゆう魔王勇者』に見られるように、登場人物には固有名が登場せず、すべて肩書で描写される。ただし受付嬢などが役職で呼ばれる時を除き、登場人物の名前として扱われることはない。これは作中の登場人物は「テーブルトークRPG」（TRPG）のキャラクターであるから、読者が好きに名前を考えてくれれば良いという考えに基づく。
初刊は発売数日で重版が決まった。『このライトノベルがすごい！2017』の2016年度集計では、新作部門で1位（全体では5位）を獲得した。2023年9月時点でシリーズ累計部数は1000万部を突破している。
2017年2月に、外伝『ゴブリンスレイヤー外伝：イヤーワン』の刊行とコミカライズが発表された。コミカライズが小説に先行して『ヤングガンガン』2017年19号より連載を開始し、小説1巻は『ガンガンONLINE』内の『ガンガンGA』で連載された。短編集である原作第4巻のコミカライズが『ゴブリンスレイヤー：ブランニュー・デイ』のタイトルで『月刊ビッグガンガン』にて2018年Vo.06から2019年Vol.06まで連載。2018年9月27日より、2作目の外伝小説『ゴブリンスレイヤー外伝2 鍔鳴の太刀《ダイ・カタナ》』が『ガンガンGA』で連載されている。さらに『鍔鳴の太刀《ダイ・カタナ》』のコミカライズがマンガUPやガンガンONLINEで連載された。2022年12月には第12巻を原作としたコミカライズが『ゴブリンスレイヤー デイ・イン・ザ・ライフ』のタイトルで『月刊ビッグガンガン』にて2023年Vol.01から2024年Vol.12まで連載。
2017年12月にはグループSNEによるテーブルトークRPG化が発表（2019年5月15日に発売）、2018年2月18日に幕張メッセで開催されたワンダーフェスティバルにてTVアニメ化が発表された。
このTVアニメは海外でも高く評価され、2020年8月にドイツアニメ雑誌AnimaniAが主催するAnimaniA賞2020のTVシリーズ賞、監督賞を受賞した。

## 物語の内容
この物語は、最下級モンスターとされるゴブリンのみを狩る冒険者・ゴブリンスレイヤーの活躍を描く作品である。この作品に登場するゴブリンは、一般的なファンタジー作品に登場するものとほぼ同じであるが、世界観に立脚してリアルに描かれる。
ゴブリン1〜2匹であれば力自慢の村人でも倒せるほど弱いが、群れをなして残忍狡猾なやり口で人間の集落や冒険者たちを陥れる存在であり、油断すれば村を滅ぼすことすらある脅威となる。知恵や統率力に秀でたゴブリンロードや、英雄級の戦闘力をもつゴブリンチャンピオンといった強力なリーダー格が統率する群れは、大きな街にとっても脅威になりうる。
特に、ゴブリンは群れの数の多さから冒険者ギルドへの依頼が多いことに反して、依頼者の多くが経済力のない貧村が多いことから報酬は少なく、一般に弱いと認識されるゴブリンを殲滅しても名声は得られない。そのため熟練の冒険者からは見向きされず、新米冒険者が依頼を受けることが多い、という社会問題がある。
しかし、熟練の冒険者でも場合によっては死に至る可能性がある危険な依頼にも関わらず、新米の冒険者は知識不足・経験不足から舐めてかかることが多く、結果としてゴブリンたちの餌食となる事例も多い。その際、男性は虐殺され、女性は拉致監禁されて陵辱され、死ぬまでゴブリンたちの繁殖のための苗床と化す。
そのような社会において、決して油断せず、さまざまな技巧や知識を駆使し、ただ淡々とゴブリンのみを狩る存在として、ゴブリンスレイヤーが描かれる。

## 登場人物
担当声優はドラマCD・アニメ共通。

### 主要人物
ゴブリンスレイヤー
声 - 梅原裕一郎、松田颯水（幼少期）
本作の主人公。仇名「小鬼（ゴブリン）を殺す者」の通り、最弱級モンスターとされるゴブリンのみを狩る紅眼の青年。そして、その功績だけで銀等級の冒険者として認められた戦士。20歳。
ほかの登場人物と同じく「ゴブリンスレイヤー」は肩書・異名であって本名ではないが、ほぼすべての人物からはゴブリンスレイヤーと呼ばれ、自身もそう名乗っている。が、牛飼娘からは「君」「彼」と、異種族の仲間からはゴブリンスレイヤーに相当するそれぞれの種族の呼び方で呼ばれている。
常に薄汚れた頬当て付きの鉄兜と革鎧、鎖帷子を纏った寡黙な青年。ぶっきらぼうな淡々とした口調が特徴で、「そうか」「そうなのか？」「ああ」「いや」といった応答詞だけで会話する癖がある。ゴブリン退治用に、金臭さをごまかす目的で意図的に薄汚れた装備を纏っており、その意図を知らない者からは異様な、若しくは装備が揃えられない新米の冒険者と見られ嘲笑されることもある。
「ゴブリン殲滅」を行動原理としており、これに対し常軌を逸した執着をもつ。その執着の強さは、ゴブリンを殺すためなら地形や建造物を破壊するような戦術も躊躇なく実行する、高価で貴重な魔法のアイテムなどもゴブリン相手に惜しみなく消費する、といった行動に表れている。ゴブリンが最弱の魔物だからと侮ることはなく、自身が敗北する可能性も考慮から外すことはない。このため、ほかの冒険者なら喉から手が出るほど欲しがる魔法の武器や防具も、自分が倒れてゴブリンの手に渡ることへの危惧から、決して手にしない。平時ですらもゴブリンからの奇襲を警戒しており、街中でも装備を外そうとしないのはこのためである。他者からの評価にも報酬にも無頓着で、ゴブリン退治と聞いただけで報酬額を確認せずに引き受けるため、周りに呆れられることや怒られることもしばしばである。また、名声や冒険の楽しみのためではなく義務的にゴブリン退治を続けるため、近しい者たちからは心配されている。
ゴブリン殲滅のために調査を重ねた結果として、その生態に関して深い知識を有しているが、ゴブリン以外の怪物に対しては関心が薄く、名前すら覚えようとしない。
戦闘では、おもにゴブリンの巣穴となる狭い洞窟で振るうのに適した中途半端な長さの剣、それ自体も打撃武器となり両手を空けておくために腕に括り付けた小振りな円盾、「ただひたすらに正確で素早い」と評される投擲攻撃を多用する。剣を主体としてはいるが特定の武器へのこだわりはなく、切れ味や耐久度が低下すれば躊躇なく使い捨て、ゴブリンから武器を奪う、もしくは周囲から拾うなどして戦闘を継続する。斧・槍・鉈・棍棒・弓といった大抵の武器を不自由なく扱うことができ、ときにはゴブリンが被っていた兜を打撃武器として使用したりもする。ゴブリンを確実に倒すために鍛えてはいるが、純粋な身体能力はあくまでも人間の男性戦士の範疇であり、飛び抜けて高いわけではない。しかし、彼の強みはそういった自身の実力を理解したうえで、知略・戦略を駆使して徹底的に偶然性を排除し、勝つために手段を選ばない点にある。ゴブリン以外にも幅広い知識を有するほか、状況適応能力・咄嗟の判断力にも優れており、いかなる危機的状況においても取り乱すことなく活路を見出だす。また、物語開始時点までずっと単独活動を続けていたため、戦士職でありながら探索能力に長け、専門には及ばないが宝箱の開錠も行える。
その独特の佇まいとゴブリン退治のみで銀等級になった点から、物語開始当初は有名人であるもののほかの冒険者たちからの心象は良くなく、同じ銀等級の冒険者のあいだでもギルドの審査を疑う声もあった。食事中すら兜を外さないことで素顔は知られておらず、正体を巡って賭けの対象になっていたほどだった。兜を外したときにはギルド中が大騒ぎになり、その容貌は「意外と悪くない」「いい面構え」「戦士の相」「美男子」などと評される。兜の破損時や就寝時などは装備を外す。
ゴブリン関連の事柄以外はいっさい気にしないように見受けられるが、自身なりに他者を気遣っており、女神官ら一党の仲間たちからは「意外と気配り」と評される。また牛飼娘や受付嬢からは明確な好意を向けられているが、どう対応するべきか苦慮している描写がある。
過去については外伝などで断片的に語られている。物心つく前に野伏（レンジャー）の父と薬師の母を流行り病で亡くし姉（声 - 上田麗奈）に育てられたが、10年前に故郷の村をゴブリンに滅ぼされ、この際に自分を庇って姉が惨殺される一部始終を目の当たりにしていた。自身もゴブリンに殺害されそうになるが間際に「先生」によって救われ、その後5年のあいだ彼によって鍛えられた。「先生」が旅立ったのち、辺境の街で冒険者登録をしてゴブリン退治を始めた。その後再会した牛飼娘の仲介で牧場の納屋で暮らすようになり、それからは牧場の周りにゴブリンの痕跡がないか確認することが日課となった。テレビアニメ版ではゴブリンの襲撃を受ける前までは冒険者になって世界各地を冒険し、例え勇者にはなれなくとも魔物から人々を守りたかったと少年時代に夢見ていたと語る。
前述の通り物語開始当初はほかの冒険者たちからの心象は良くなかったが、一方で熟練した冒険者が避けるゴブリン討伐を率先して引き受けてくれるためにギルドからの評価は高い。「辺境最強」の槍使い、「辺境最高」の一党を率いる重戦士との対比で「辺境最優」と称されることもある。
毎年、新年の祝いの際にはひとり辺境の街から少し離れた場所で、ゴブリンの報復に備えて泊まり込みで見張りをしている。
彼の功績は吟遊詩人によって各地で謳われているため、ゴブリン討伐のため軍を送ってもらえない辺境の村々からは損得勘定抜きで救いにきてくれる者として英雄譚が広まっている。
キャラクター造形に当たっては『七人の侍』の久蔵と勘兵衛やレイモンド・チャンドラーなどのハードボイルド小説の影響を受けていると作者は語っている。
女神官
声 - 小倉唯
ゴブリンスレイヤーに同行する少女。物語開始当初は15歳。当初は白磁等級の新人冒険者だったが、連載が進むにつれて黒曜等級、鋼鉄等級と昇級を重ね、3年目には中堅である青玉等級へと至る。翠玉への昇級の話も出ている模様。
神殿で育った孤児で、独立するにあたって冒険者となることを選んだ。ほかの新人3名と初めて組んだパーティが壊滅した窮地をゴブリンスレイヤーに救われたことがきっかけで、彼の冒険に同行するようになる。冒険の過程で、少しずつゴブリンスレイヤーの本質に触れ親交を深めていくが、姉のことを話し始めた彼の口調が過去形を取っていることの意味には気づいていない。
武器は錫杖。華奢な身体に神官衣を纏っている。ゴブリンスレイヤーのアドバイスに従い、その下に鎖帷子を身に着けるようになっており、修繕してまで使い続けるほど愛着を寄せるようになる。また、投石紐の練習も積んで、ゴブリンスレイヤーの援護を行うようにもなる。
やや臆病ながら健気で慈愛に満ちた少女であり、虜囚がどんなに汚されていても躊躇なく救護し、分け隔てなく死者の冥福を祈るなど、聖職者に相応しい性格の持ち主。しかし、死にかけたことを受付嬢の前で話し、彼女にショックを与えるなど配慮に欠けることもある。
最初は仲間がゴブリンに次々に殺害・凌辱される姿を見た末に自身も失禁するほどおびえるが、ゴブリンスレイヤーたちと冒険を重ねるなかで成長してゆく。しかし、エルフ娘たちとゴブリン退治に行った際にも二度目の失禁をする。
第9巻時点ではゴブリンスレイヤー不在の一党を的確に指揮して、彼さながらの知略や機転も駆使して難敵に対処する。一方、窮地に陥った際には《浄化（ピュアリファイ）》の奇跡を攻撃的に使用し、地母神に「二度とそのように使ってはならない」と釘を刺されるなど、良くも悪くもゴブリンスレイヤーの影響を強く受けている。
使用可能な奇跡は、物語開始当初は《小癒（ヒール）》《聖光（ホーリーライト）》。のちに《沈黙（サイレンス）》《聖壁（プロテクション）》、鋼鉄等級に昇格したあたりで《浄化》も加わる。奇跡の回数は3回。
牛飼娘
声 - 井口裕香
牧場主の妹の一人娘（姪）で、ゴブリンスレイヤーの幼なじみ。18→19歳。
明るく元気な娘で、大柄なうえに胸が大きく肉感的な身体を持ち、『イヤーワン』の時点では発育が良すぎることを気にする場面がある。就寝時は全裸である。物語開始時点からのゴブリンスレイヤーの素顔を知っている数少ない理解者であり、彼に好意を抱いている。
10年前に自身とゴブリンスレイヤーの故郷の村がゴブリンに襲撃された際、伯父の牧場に牛の出産の手伝いという名目で遊びに行かせてもらっていたことで難を逃れ、その後伯父に引き取られた。村ではゴブリンスレイヤーと隣家同士で仲が良かったが、直前に村の外に行くことを巡って彼と言い争いから喧嘩になって以来、謝ることも仲直りもできないままとなり、彼が生死不明となったことを気に病み続けていた。この時期は髪を長く伸ばして右目を隠し、5年ものあいだ半ば牧場に引きこもり外の世界と関わることを拒んでいた。
本編開始5年前、初のゴブリン退治を終えたゴブリンスレイヤーが牧場の傍を通りかかったところを偶然目撃し、兜を被っていて顔も見えないにも関わらず彼だと気付き呼び止めた。彼が生存していたことに涙を流して安堵し、伯父の許可を得て彼を牧場に下宿させた。以降、彼の食事などの世話を焼くようになる。表面的には大きく変わったゴブリンスレイヤーに当初は戸惑いを抱くが、奥底の人格は大きく変わっていないことに気づいてからは徐々に距離を縮めていった。また、彼の冒険者という職業を少しでも理解するためにと、冒険者ギルドと関わる食料配達の仕事を引き受け、引きこもり状態から脱することとなった。
ゴブリンスレイヤーも、冒険後はギルドでの手続きを終えるとほぼ寄り道せずに牧場に帰る習慣を身に着けるなど彼女を大切に思っており、彼女の作った料理を食べるためにと、冒険後に酒場で仲間たちと宴会をすることになっても食事を摂ろうとしない彼に獣人女給が気をもむ場面もある。
伯父への恩義もあるが、ゴブリンロード率いるゴブリンの大軍が牧場を狙っているとゴブリンスレイヤーに聞かされ、避難を促されても「君の帰る場所がなくなる」と拒否するなど、芯の強い一面を見せることもある。
恋のライバルとして女神官と受付嬢を認めており、フェアであろうとしている。一方、原作9巻の初めでゴブリンスレイヤーにとっては本命であることが読者に示されている。
ゴブリンスレイヤーと2人で配達におもむいた際にオーガ（弟）率いるゴブリンの群れの襲撃に遭い、生還後は伯父に外出禁止を言い渡された。その際、ゴブリンスレイヤーを訪ねてきた圃人の老爺と出会うが、彼が逃避行の最中に聞いたゴブリンスレイヤーの「先生」だとは気づかなかった。
受付嬢
声 - 内田真礼
冒険者ギルドの窓口担当の女性。年齢は22 - 23歳。
物語開始時点からのゴブリンスレイヤーの数少ない理解者であり、人気のないゴブリン退治を引き受けてくれる彼に感謝するとともに、個人的な好意も抱いている。いつも笑顔で優しい性格であるが、無茶が絶えず偽悪的にふるまうゴブリンスレイヤーに銀等級らしく堂々とするよう諭したり、内心おびえながらも不遜や不正を働く冒険者に毅然とした態度で接したりもする。
都での研修を終えた5年前に辺境の街に赴任し、冒険者登録のためギルドを訪れたゴブリンスレイヤーの対応を行ったのちに彼の担当官となる。なお、このときにゴブリンスレイヤーの素顔を見ているがまったく気付いていない。
もともとストイックな男が好みだったが、次第にゴブリンスレイヤーに惹かれ、女神官など彼を取り囲む女性関係に心乱されたりもする。研修時代の体験から言い寄ってくる男性を苦手としており、熱烈にアプローチしてくる槍使いのことは冒険者としての実力は認めつつも恋愛対象としては見ておらず、職分以上の応対はせずにそっけなくあしらうことも多い。
ゴブリンスレイヤーがゴブリンロード軍から牧場と街を守るため冒険者を募っていたときには、支部長と掛け合ってギルドからも「ゴブリン一匹に付き金貨一枚」という破格の特別報酬を引き出してその一助とする。
妖精弓手
声 - 東山奈央
森人（エルフ）の中でも妖精に近いとされる「上の森人（ハイエルフ）」の野伏（レンジャー）。銀等級。鉱人道士や蜥蜴僧侶と行動をともにする。
エルフらしい長身で細身の麗人であるが、鉱人道からはは容赦なく金床と呼ばれるほど胸が小さく、大きなコンプレックスとなっている。外見年齢は17、18歳だが、長命のエルフらしく実年齢は2000歳程度。
鉱人道士とは種族的に仲が悪いとされ、口げんかをよくするほか、年齢にそぐわない幼いふるまいが目立つが、実力面では等級相応に卓越した弓の腕前をもつほか、近接武器として黒曜石の短刀を使用する。外の世界に憧れ、生涯を森の中で送りたくないと冒険者になった経緯がある。
ゴブリンスレイヤーを「オルクボルグ」と呼ぶ。当初は多くの冒険者と同様にゴブリンスレイヤーを軽んじていたが、ゴブリン退治に同行してからは実力を認め、鉱人道士・蜥蜴僧侶とともにパーティに加わる。自身の理想とする冒険とはかけ離れたゴブリン退治を続けるゴブリンスレイヤーに「本当の冒険」をさせるのが目標となり、ゴブリンロード軍からの防衛戦では「一緒に（自身の望むかたちの）冒険に出ること」を報酬として要求する。異性としても彼を意識しているが、ほかの女性のような感情を出すことはなく、何らかのアクションを起こすこともない。
女神官とは冒険を通じて仲の良い姉妹のような関係を構築しており、小説4巻の限定版付属ドラマCDでは2人で冒険に繰り出している。
従兄である輝ける兜の森人からは「星風（ほしかぜ）の娘」と呼ばれる。
鉱人道士
声 - 中村悠一
鉱人（ドワーフ）の精霊使い（シャーマン）。銀等級。妖精弓手や蜥蜴僧侶と行動をともにする。107歳。独身。
禿頭に長い白ひげ、ずんぐりむっくりした体型。ゴブリンスレイヤーを「かみきり丸」と、女神官を「娘っ子」と、妖精弓手を「耳長の」「耳長娘」などと、蜥蜴僧侶を「鱗の」と呼ぶ。外の世界で美味しいものを食べながら気ままに冒険したいと冒険者になった経緯がある。
さまざまな触媒を使って、石礫を放つ呪文以外にも補助的な呪文を多く会得しており、また種族の肉体を活かして手斧で近接戦闘も行う。ゴブリンスレイヤーの無骨な態度を気に入っており、初対面から彼を評価した珍しい人物。また鉱物学にも通じ、洞窟内などの構造などの分析に長けている。鉱人秘伝の火酒を常に落ち歩いており、対ゴブリンロード軍戦においては火酒を樽単位で報酬として提示する。
使用可能な呪文は《酩酊（ドランク）》《石弾（ストーンブラスト）》。《降下（フォーリング・コントロール）》。《風化（ウェザリング）》。《霊壁（スピリットウォール）》。《追風（テイルウィンド）》。《恐怖》（フィアー）。《水歩（ウォーターウォーク）》。
呪文の回数は4、5回。
蜥蜴僧侶
声 - 杉田智和
蜥蜴人（リザードマン）の神官戦士。銀等級。妖精弓手や鉱人道士と行動をともにする。
見上げるような体躯に全身を覆う鱗が特徴の男性。外見に似合わない丁重な常識人であり、パーティのまとめ役。一人称は「拙僧」で、ゴブリンスレイヤーを「小鬼殺し殿」、女神官を「巫女殿」、妖精弓手を「野伏殿」、鉱人道士を「術師殿」と呼ぶ。
蜥蜴人の宗教の教えで「異端（モンスター）の命を奪って位階を高め竜へ転身する」と出家し冒険者になった経緯がある。身体的特徴を使った近接戦闘のほか、先祖である恐るべき竜の力を使って武器などを生み出し戦う。
ゴブリンスレイヤーから（彼が居候する牧場で作られた）チーズを貰って食したときに「甘露！」と声を上げるほど大いに気に入り、以降、チーズを食するたびに舌鼓を打つ姿が恒例となる。ゴブリンロード軍の襲撃に際しては、チーズを産する牧場を守るためとして二つ返事で防衛参加するる。
使用可能な奇跡は《竜牙兵（ドラゴントゥースウォリアー）》《竜牙刀（シャープクロー）》《治療（リフレッシュ）》。《擬竜（パーシャルドラゴン）》《念話（コミュニケート）》《腐食（ラスト）》。
奇跡の回数は4回。

### 辺境の街の冒険者
槍使い
声 - 松岡禎丞
鍛え抜いた肉体が強さを表すような青年。銀等級。「辺境最強」の異名をとる冒険者。魔女と行動を共にする。
軟派。受付嬢に恋慕して自分の功績を誇ったり声を掛けたりしているが、彼女がそのような男性を苦手としていることに気づいておらず毎回かわされてしまう。彼女に信頼されているゴブリンスレイヤーを一方的にライバル視している。共に同行する魔女に対しては頼りになる仲間だと信頼を寄せているが、好意を持たれていることに気付かない朴念仁な所も。オーガ戦でダメージを受けた甲冑を修理に出したゴブリンスレイヤーに出くわすが、彼だとは認識できず、ゴブリンの大軍から牧場を守った後の宴で貴重なゴブリンスレイヤーの素顔を見ても工房で出会った青年だと気づかなかった。
客観的に見て自分が強いということは理解しているが、同時に自分よりずっと強い存在が数多くいることも理解している。武技に限らず魔法や美容に至るまで個人の努力は認めるなど態度とは裏腹に、うぬぼれているわけではない。ゴブリンスレイヤーがゴブリンロード軍の襲撃に対応するために冒険者ギルドで協力者を募っていた時には、冒険者には依頼と報酬を提示するように指摘し、「後で一杯奢れ」と言いながら最初に参加、先頭に立って冒険者たちに指示を出しつつ戦う。テレビアニメ版ではさらにゴブリンチャンピオンとの一騎打ちのシーンが追加され、敵の武器である鎖付き分銅の鎖上を疾走するなど常人離れした動きを見せる。
基本装備はその通り名そのままの槍、そして青い鎧。予備の武器もあるが、どれも魔法の武器である。
あらゆる状況に対応するために呪文も習っており、本職ではないが使うことができる。
使用呪文は《停滞（スロウ）》、《粘糸（スパイダーウェブ）》、《抗魔（カウンター・マジック）》と補助系が多い。呪文の限度回数は2回。
魔女
声 - 日笠陽子
肉感的で妖艶な美女。銀等級。片言のような、間延びした独特のしゃべり方をする。青年槍使いと行動をともにする。喫煙者。
白磁等級のころは火打石を使っていたが、銀等級となっている現在では貴重なはずの魔術で煙管に火を点けるなど、多少の無駄遣いを気にしないほどの魔力を有する。
スクロールの書き換えなど当初からゴブリンスレイヤーに協力しているうえ、周りの状況をよく観察しており、彼の素顔を知る数少ない人物でもある。また、女神官のことも気にかけており、彼女からは理想の女性像として密かに憧れを抱かれている。
槍使いと臨時にパーティを組んだことがきっかけで彼に好意を抱くが上手く話しかけられず、受付嬢に仲介を得て正式なパーティを組む。
ゴブリンスレイヤーを慕っている受付嬢とは似た境遇もあって良好な関係を築いており、女神官や妖精弓手といったほかの女性冒険者とも交流を深めている。
重戦士
声 - 濱野大輝
見掛け倒しにも見える重装備でも平然と振る舞う厳つい顔立ちの男性。銀等級。女騎士らとともに「辺境最高」と称される5人組の一党を組む。
装備は両手持ちの大剣と黒い鎧で、大物狙いを好む。しかし決して力任せの戦士というわけでもない。昔はどこかの王になりたいという野望を夢見ていたが、冒険者になるための鍛錬と王になるための勉学に励む時間を両立できないことで挫折。さらに女騎士をはじめ守るべき存在が増えたことで、少年時代の夢を持ち続けることのむずかしさを感じている。次世代育成として少年斥候たちを鍛えており、その稽古の場に居合わせた新米戦士にも同じように稽古を付けてやっている。
故郷をゴブリンスレイヤーに救われたことがあり、内心ではそれほど悪感情を抱いていない。対ゴブリンロード軍戦には懸賞金目当てと言いながらも一党総出で参戦し、ゴブリンチャンピオンとの対決では女騎士との連携攻撃を見せる。
重戦士と槍使い、そしてゴブリンスレイヤーの銀等級只人男3名で臨時の一党を組み、国王署名入りの依頼に応じて魔術師の塔を攻略する。
女騎士
声 - 藤井ゆきよ
白銀の騎士甲冑に身を包む見目麗しい女。銀等級。重戦士と行動をともにする。
ゴブリンスレイヤーを同じ銀等級の冒険者と見られることを良く思っていなかったが、のちに態度を改める。重戦士に好意を抱いているが、女冒険者特有の引け目も感じている。
装備は騎士甲冑と大盾、両手持ちも可能な長剣。盾で敵の攻撃を受け流しつつ剣で的確な反撃を繰り出すなど、確かな技量をもつ。また、白磁等級の時点で《祝福（ブレス）》と《聖光》の奇跡を授かっているほか、癒やしの奇跡も授かっているという自己申告している。回数は少なくとも2回以上。
聖騎士を目指している一方で力づくな脳筋気質の傾向があり、おもしろそうなことには嬉々として首を突っ込んだり、酒乱の気もあることから「これで秩序にして善なのか」と重戦士を呆れさせている。
重戦士があまりに鈍感なため、収穫祭では露出過多のビキニアーマーを着るべきか真剣に悩んでいたが、偶然出会ったゴブリンスレイヤーに正気を疑われる可能性を指摘され、反省する。彼のアドバイスを受け、騎士甲冑ではない普段着というギャップのある恰好で重戦士と収穫祭を楽しむことに成功する。
半森人の軽戦士、少年斥候、圃人の少女巫術師
声 - 竹田海渡（軽戦士）、若山晃久（少年斥候）、原田彩楓（少女巫術師）
重戦士の一党のメンバー。
半森人の軽戦士は男性で、一党の会計役でもある。少年斥候と少女巫術師は年齢制限をごまかして登録した若年の冒険者。重戦士らの指導で鍛錬を積んでいる。
少年斥候と少女巫術師は冒険以外でもよく一緒に行動しており、収穫祭でも新米戦士・見習い聖女の二人と一緒に4人で祭りを楽しんだりする。
新米戦士 → 棍棒剣士、見習聖女 → 至高神の聖女
声 - 前田誠二（新米戦士）、伊藤彩沙（見習聖女）
冒険者歴数か月の新米たち。2人とも白磁等級。少年斥候や少女巫術師と同様に重戦士たちに鍛えられている。
新米ゆえに安物や中古の装備を纏っている。見習聖女の使える奇跡は《聖撃（ホーリースマイト）》だけであり、日に1回が限度。
ゴブリンスレイヤーの悪評を鵜呑みにした結果、彼に同行している女神官が囮役にされていると勘違いし、自分たちのパーティに引き抜いて救おうとするが、怒った彼女に拒絶される。のちに女神官と再会したときに自分たちの行いを謝罪するが、同じ白磁等級だった彼女が黒曜等級に昇格した事実に気づき、自分たちが成長していない現実を突きつけられる。ジャイアントローチとの戦いで失った剣を取り戻すべく、ゴブリンスレイヤーの助言を参考にして新米戦士は棍棒を武器にしてジャイアントラットなどを撃退していき、最終的には剣を飲み込んだジャイアントローチを撃破して剣を取り戻すことに成功する。この経験から、新米戦士は自分がまだ剣を扱いきれるほど一人前ではなかったことを痛感するが、それでも一歩ずつ進んでいつかはドラゴンを倒せるほどの冒険者になることを目指す。
対ゴブリンロード軍戦には初ゴブリン退治の機会として参戦、漫画版では手負いのゴブリンに新米戦士が刺されかけたところを女戦士に救われ、加えてアニメ版では擬死を装った別のゴブリンが見習聖女に不意打ちを仕掛けたところを新米戦士が倒している。
冒険者になって1年以上後に黒曜等級への昇格が内定し、それに伴って見習聖女が至高神から託宣（ハンドアウト）を受け、女神官、妖精弓手、鉱人道士、蜥蜴僧侶らとともに北方の雪山に挑むことになる。そこで出会った白兎猟兵とともに雪男退治に挑み、女神官の機転や3人の銀等級の戦いぶりに驚嘆しつつ、二人で吸血鬼にけしかけられたジャイアントラットの大群相手に奮戦する。新米戦士は右手に棍棒、左手に長剣と括り付けた小振りな盾で前衛を務め、見習聖女は後方から投石紐での援護と指示出しを担当して見事に戦い抜く。また、見習聖女の《聖撃》が瀕死の氷の魔女（吸血鬼）へのとどめとなる。
一件の終了後は、山を下りた白兎猟兵を加えた3人パーティを編成。女神官からは「もう新米とは呼べない」と評される。
圃人の少女 → 圃人剣士
声 - 鈴代紗弓
第6巻より登場。白磁等級の新米冒険者。
当初はパーティを組んで順調に経験を積んでいたが、頭目が貴族の跡取りに選ばれるという予想外の出来事でパーティが解散。単独（ソロ）活動となってしばらくは、訓練場で女騎士に修行をつけてもらっていた。
訓練場の戦いを生き残ったあとは、旅に出る少年魔術師に何かと理由を付けて同行する。
雪山で新米戦士たちと再会した際には、圃人剣士へと表記が改められた。
少年魔術師
声 - 伊瀬茉莉也
第6巻より登場。赤毛と眼鏡が特徴の新人冒険者。新人時代の女神官とパーティを組み、ゴブリンに襲われて死んだ女魔法使いの弟。姉と同じく「賢者の学院」で学んでいたが、姉の死をきっかけに学院を休学し、冒険者になった。
使用可能な呪文は《火球（ファイアボール）》のみであり、呪文の使用回数は1回。当初は自尊心が先行して周囲を見下していたが、かつてのゴブリンスレイヤーを想起させる部分もあったことから彼が預かることになる。待望していたゴブリンとの戦いでは、罠にはまってゴブリンたちに自分たちの存在を漏らしたり、魔法を無為に使うなど、意図せずパーティを危機に陥れる失態を犯す。自身の幸運と仲間の尽力で無事に生還するが、自身のふがいなさを前に自尊心を徹底的に砕かれる。帰還後の酒場ではすでに亡き姉への思いを吐露、失われた姉の名誉回復と姉を奪ったゴブリンへの復讐心が過大な自尊心に繋がっていたことが明らかになる。
その後はしばらく訓練場で修行を行い、また新人としては厳しい戦いを経たことで自身の非力さを痛感し、自分を鍛え直すことを決意すると、ドラゴンスレイヤーになることをゴブリンスレイヤーに宣言し、旅立つ。
その後は、旅立つ際にゴブリンスレイヤーから紹介された老圃人に弟子入りし、圃人剣士とともに鍛錬に励む。
圃人斥候
声 - 岩中睦樹
第2・3巻に登場。圃人の冒険者で斥候役。男性。鋼鉄等級。
とある迷宮探索で斥候としてパーティに先駆けてダンジョンに入った際、メンバーに無断で宝箱をくすねていた。しかし、貧しいパーティ内で唯一新品の装備を纏っていたこと、任務達成時のパーティからの報告と彼の装備に必要な費用がまったく見合っていないことなどからギルドに疑われることになり、等級昇格試験の際に《看破》の魔法を交えて追及を受けた結果、虚偽と不正を見抜かれて追放処分となる。
このときに試験会場で降格を言い渡した受付嬢と試験の立会人だったゴブリンスレイヤーを逆恨みするようになり、収穫祭で二人を毒塗り武器にて闇討ちしようと企てるが、返り討ちにされて殺される。敏捷さに優れ、武器を使う技量もあったが、相手が最初から奇襲目当てで倒された演技をしても気づかず不意打ちをまともに受けるなど、斥候らしからぬ失態も多い。
ゴブリンという小物だけ殲滅して銀等級にまで上り詰めたゴブリンスレイヤーを自分と同じ安全志向の冒険者と誤解し、勝手な同族意識をもっていたが、ゴブリンスレイヤーからは「その冒険者を騙したのではないか」と断じられただけだった。
白兎猟兵
第9巻より登場。兎人で一人称は「ぼく」。腰に山刀を帯びた直立した白兎のような姿で、石弓も使う。
雪山で出会った見習聖女や女神官たちを至高神様の御使いとして兎人の里に案内し、そこに現れた雪男たちを撃退してもらったことから、雪男退治に同行する。そして雪男のねぐらである洞窟で父が殺された際に奪われた銀の矢を取り返し、雪男の親玉である氷の魔女に文字通りの一矢を報いる。
その後、警戒を呼びかけるために里へと急ぐ際に出会った勇者の指摘で少女であることが判明し、男と誤認していた新米戦士を驚愕させる。
雪山の一件が解決したのちに山を下り、冒険者として新米戦士たちと一党を組む。
女戦士
声 - 菊池紗矢香
漫画版およびアニメ版で登場。筋骨隆々な体格をした大女。槍使いや重戦士と同様熟練の冒険者であり、大戦斧を武器としている。
若い戦士
外伝『イヤーワン』に登場する只人の戦士。男性。
ゴブリンスレイヤーと同日に冒険者登録をし、半森人の野伏、鉱人の戦士、知識神の僧侶と一党を結成した。別々の依頼で同じ場所に居合わせたゴブリンスレイヤーと協力したこともある。
工房で装備を揃える際には、魔剣を欲する一方で顔が隠れるのを嫌って兜を買わないなど、典型的な英雄に憧れる青年であったが、ロックイーターとの遭遇が原因となりパーティが壊滅したことで冒険者の現実を思い知る羽目になった。
それからしばらくは酒浸りであったが、ロックイーター討伐を目的とした50人を超える徒党が組まれることを知り参加。岩盤を破って現れたロックイーターに一撃を入れて気絶するが、討伐の大きな一助となる。
仲間の仇をとって心情に一区切りをつけたあと、ギルドでかつての自分たちのような新人パーティを見て放っておけなくなり、わずかながらも経験を積んだ先達として参加することとなる。最初のころの根拠のない自信や勢いまかせな部分は鳴りをひそめ、気がついたことも押し付けがましくならないように気をつけながら提案するなど、精神的な面での成長が見られる。
アニメ版11話では小説版・漫画版の彼と酷似した容貌の冒険者が、ゴブリンスレイヤーと同じ日に冒険者になったと語って防衛戦に参加、冒険者たちに合図を出している。

### 辺境の街の住人
監督官
声 - 日岡なつみ
ギルドの職員であり、至高神の司祭でもある女性。仕事が暇なときには本を隠しながら読んでいる。
《看破（センス・ライ）》の奇跡が使用可能。
翁 / 老爺
声 - 高橋伸也
ギルド内の武具店の店主。ゴブリンスレイヤーが新人だったころからの付き合いであり、物語開始当初では彼の素顔を知る貴重な人間のひとり。高い武具を買い求めるほかの冒険者と違い、幾度も防具を修理しながら使っているゴブリンスレイヤーを気に入っており、時折変型ダガーなどの試作武器を実戦テストという名目でゴブリンスレイヤーに提供する。
アニメでのクレジットは「鍛冶職人」となっている。
丁稚（でっち）
声 - 内田修一
ギルド内の武具店で修行中の少年。見習いゆえに自作の武具を店頭に並べてもらえず、修行に励んでいる。
数打ちとはいえ、翁の打った剣を使い捨て同然に扱うゴブリンスレイヤーに少々思うところがあり、その愚痴を酒場のまかないをもってくる女給に語っている。
アニメでのクレジットは「丁稚奉公」となっている。
料理長
ギルド内の酒場を経営する圃人の男性。店内の調理業務をほとんど一手に引き受けている。
女給仕
声 - 古城門志帆
ギルド内の酒場で働く獣人の女性。女給の仕事に誇りをもっており、店の残り物を丁稚の少年に持っていくのが日課となっている。
支部長
声 - ボルケーノ太田
受付嬢の上司。彼女の私情だと承知のうえで、銀等級のゴブリンスレイヤーからの依頼だから問題ないだろうと判断し、ギルドからの依頼として「ゴブリン一匹に金貨一枚」の懸賞金を出すことを許可する。

### 水の街
剣の乙女（つるぎのおとめ）
声 - 遠藤綾
10年前に魔神王を倒した冒険者「六人の英雄」のひとりで金等級。水の街で至高神の大司教（アーク・ビショップ）で、西方辺境一帯の法を負って立つ人物。両目に帯を巻いた美女で、煽情的かつ肉感的な肢体を露出度の高い衣装で覆っている。なお10年前はそこまで成長しておらず、登場時の女神官に似た容姿だった。高位の奇跡に加えて魔術師の呪文、さらには物品鑑定の技能も有する。
新人時代の失敗でゴブリンたちに捕らわれ、陵辱された挙句に両目を焼かれるという凄惨な経験をしている。当時の後遺症によって、完全な失明こそ免れたものの輪郭しか認識できない程度までに視力が衰えている。身体も一見白く綺麗な肌をしているが、入浴などで体温が上がるとゴブリンに穢されたときの傷痕が全身に浮かび上がる。漫画版ではファミリアである沼竜と感覚を共有しており、沼竜がゴブリンとの戦いで受けた傷が体に浮かび上がるとされている。妊娠は免れたものの現在も陵辱によるトラウマから、ゴブリンの悪夢を見ては眠れぬ夜を過ごしており、現実でもゴブリンを目前にすると恐怖で戦えなくなるが、立場上その悩みを明かせず、孤独に苦しみを背負い続けていた。
勇者によって潰された邪神教団の残党であるゴブリンたちが水の街へ人為的に送り込まれた末に地下水道に潜んでいることを知り、使徒である沼竜によってゴブリンたちが地下水道から出てこられないよう封じ込めるが、前述のトラウマからみずから討伐には赴けず、すでに斃された邪神教団の闇人による事件をゴブリンによる事件であると報じる情報操作によって市民たちによるゴブリン対策を促そうするが、誰も危機を理解せずに時間だけが過ぎる現状に絶望させられる。
やむをえず討伐を依頼した水の街の冒険者も、平和慣れからくる士気と練度の低さもあって返り討ちに遭い、吟遊詩人の英雄譚に唄われるゴブリンスレイヤーに一件を託すことで殲滅は果たされる。
任務中の不審な状況から情報操作の疑いを指摘したゴブリンスレイヤーに真実を告白するとともに、自身の悲惨な経験を涙ながらに伝えるが、それを咎めることなく「ゴブリンが出たなら、自分がたとえ夢の中でも殺しに行く」と告げたゴブリンスレイヤーに心を救われ、去り行く彼を見送りながら自身の恋心を自覚する。その後は悪夢にうなされることもなく健やかな生活を送っているが、思い人であるゴブリンスレイヤーへの任務依頼の手紙に恋文同然の文面をしたためたり、彼がいる街に行きたいと我がままを言うなど、恋心が暴走しつつある。
王都への会議に出席する際、急な会議なために旅団を編成する時間が間に合わないうえ、旅路にゴブリンの一団が出没するという報を聞くと、ゴブリンスレイヤーに護衛を依頼するべく侍女とともに辺境のギルドを訪ねる。無事に王都に辿り着くも、その翌日に王妹がゴブリンによって死の迷宮へ誘拐されるという事件が起きる。自身のトラウマを知らない王に解決を依頼されそうになるが、ゴブリンスレイヤー一党が代理を申し出たことでトラウマの露見を免れる。ゴブリンスレイヤー一行の出立後には事件の黒幕が邪教団であることを突き止め、「これはゴブリン退治ではなく邪教団の討伐である」と宣言して神官戦士団を編成し、ゴブリンに怯える自身を奮い立たせながら一団の先頭に立ち、多勢相手に苦戦していたゴブリンスレイヤーたちを救出する。
侍祭
声 - 杉山里穂
剣の乙女の世話役を務める女性神官。女武僧（モンク）でもあり、剣の乙女に信頼されるほどの実力者。

### エルフ王の森
輝ける兜の森人
声 - 石川界人
妖精弓手の従兄。真面目で頑固な性格で、次世代のエルフの長になることが決まっている。妖精弓手の弓の師匠でもあり、彼女のことを実の妹のように大切に想っている。花冠の森姫へ恋文を書くはずが誤って自身の武勲伝を書いたため、妖精弓手に引っ叩かれた過去をもつ。
妖精弓手が娘らしくなるように2000年かけて楽器や歌などを教えたが失敗に終わっている。当初はゴブリンスレイヤーたちを快く思っていなかったが、対話や共闘のすえに妖精弓手を託せる者たちとして認める。
花冠の森姫
声 - 瀬戸麻沙美
妖精弓手の実姉。瞳は金色。輝ける兜の森人との婚約者。妹と違い非常に豊かな胸の持ち主。
妖精弓手の身を心配しており、冒険者を辞めるように忠告している。そのうえ、種族同士で対立している鉱人や武勲詩とは印象の違うゴブリンスレイヤーと一緒にいることを反対していた。エルフ王の森に侵攻を企むゴブリンたちの襲撃後はゴブリンスレイヤーたちの生き様に多少歩み寄りを見せ、基本的に不死に近い森人が有限の寿命しかもたない者たちと共生することのむずかしさを妖精弓手に再び語る。それでも笑顔を見せる妹を見て安堵する。
なお、せわしない妹と比べて落ち着きがある貴人という雰囲気を纏っているが、妹と同じく片付けをしないらしく、ゴブリンスレイヤーに「森人には片付けの習慣がないというのは本当か」と問われた輝ける兜の森人は「ない姉妹もいる」と疲れ切った表情で答える。
女森人 → 侍女
声 - 長谷川育美
古代遺跡を根城にしたオーガとゴブリン軍に捕らえられていた森人の女冒険者。ゴブリンスレイヤーたちによって救出される。
ゴブリンスレイヤーたちに救出されるまでに嬲り者・慰み者にされるばかりか、嘲る意味合いで右半身を葡萄のように腫れ上がるほど痛めつけられており、自身の救出よりもゴブリンたちの殲滅を優先するよう懇願するほどに憎悪を募らせていた。
のちに花冠の森姫の結婚式に参加すべく訪問した際に、その侍女として再登場。腫れ上がっていた右頬も癒えており、自身の素性に気が付いたゴブリンスレイヤーがオーガとゴブリンたちを皆殺しにしたことを告げた際には涙を流して感謝する。

### 王都
国王
声 - 三木眞一郎
王国を治める君主。一見すると優男風な風貌をしているが、金剛石の武具を纏って冒険者として死の迷宮に挑んでいた経験の持ち主でもあり、優れた王政により領民から慕われている。剣の乙女と同年齢で、かつての魔神王出現時に交流があった。しかし、彼女が最初の冒険に失敗し、その際にゴブリンから陵辱を受けたことやトラウマについてまでは知らなかった。
10年前、剣の乙女たちが死の迷宮最下層に挑んだ際には、地上にて《秩序》の軍勢を率いる大将のひとりとして《混沌》の軍勢と対峙し、彼女たちをサポートしていた。
冒険者を引退し国王になった現在でも、ときおり剣の乙女を訪ねており、冒険者たちの訓練所の建設にも協力している。
妹の王妹が城を出て女神官から追い剥ぎを行って都を出奔したあげく、自身を追い落とすことをもくろんだ貴族と邪教徒に操られたゴブリンたちに誘拐された際には、身勝手な妹が原因で起こった問題のために国軍を動かすわけにはいかず、元・冒険者である剣の乙女に王妹の救出とゴブリン討伐を依頼しようとするが、女商人となっていた令嬢剣士から話を聞いたゴブリンスレイヤー一行が救出に名乗り出たことで、彼らに託すことにする。
為政者としての自分の役割をしっかり自覚しつつもかつての冒険者時代の自由さを懐かしく思い、竜退治をすれば国庫が潤うなどと口にしては赤毛の枢機卿と影の薄い銀髪の従者にたしなめられている。
枢機卿
声 - 野島健児
若き王の右腕的な立場にいる男性。
銀髪侍女
声 - Lynn
若き王に遣える、小柄で影が薄い侍女。
宮廷魔術師
声 - 安元洋貴
褐色肌の宮廷魔術師。
近衛将軍
声 - 利根健太朗
銀鎧の近衛将軍。
大臣
声 - 斧アツシ
年老いた大臣。
金等級冒険者
声 - 間宮康弘
犬人の金等級冒険者｡
王妹
声 - 日高里菜
王の妹で第一王女。女神官に似た容姿をしているが、彼女よりも背が高いうえにスタイルも良く、女神官自身からも自分の上位互換と評され、神は不公平と嘆かせている。
一方、箱入りで世間知らずな面が目立ち、国王である兄の苦労を理解せず、自分の行動が周囲にどのような影響をもたらすかについても想像できていない。
城の中での退屈な生活を嫌い、兄のように冒険者になることを望んでいるが、自身の我がままぶりを理解している兄からは断固として反対されている。そのことへの反発や、市井に生きる女子が年頃になると家出をするという噂を真に受けた結果、友人でもある使用人の従兄を利用して都を出ることを画策。兵士に扮して城を抜け出し、浴場で自分に似た容姿をしている女神官に目をつけ、脱衣所の籠にある彼女の衣服や装備品、冒険者の認識票を盗み去る。一応、代わりに高価な宝石を残しているが、ゴブリンスレイヤーとの大切な思い出の品である鎖帷子も盗まれたことで女神官の怒りを買う。その後、女神官に成りすまして使用人の従兄を利用して都から出ることに成功するも自身の行動を知っていた貴族や邪教徒によって王を追い落とすための陰謀に利用され、彼らに操られたゴブリンに誘拐されて死の迷宮にまで連行され、ゴブリンたちのリーダー格であるゴブリンプリーストによって魔神復活の生贄にされそうになる。この際、衣服を剥ぎ取られ直接的な暴行は受けたが、凌辱されたか否かは明記されていない。しかし、駆けつけたゴブリンスレイヤーたちの活躍ですんでのところで救出され、自身の身勝手によって被害を受けてもなお優しく介抱しようとした女神官に対し、泣きながら謝罪する。
救出後、事実をそのまま公にすれば国の存亡に関わるほどの問題になりかねないため、公式にはゴブリンスレイヤーらの活動は「貴族の令嬢の救出」として処理されている。しかし、自身の勝手な行動によって、王族として致命的な汚点を残した責任もあり、修道院に入るわけではないものの地母神に帰依することになる。将来については分からないながらも自身を許し救ってくれた女神官のようになりたいと願い、その旨に関する話を受付嬢から聞いた女神官は安堵する。
その後は、地母神の信徒として兄王と地母神の寺院の間を繋ぐ連絡役となる。周囲を気遣ってか過酷な経験を窺わせない明るい振る舞いをしており、兄である王にはその成長を内心で喜ばれている。
金剛石の騎士（ナイト・オブ・ダイヤモンド）
声 - 三木眞一郎
市井で噂される謎の人物。「都市の騎士（ストリート・ナイト）」とも呼ばれ、闇の中でも白く輝く魔法の武具に身を固め、闇の中で悪を討つという。市井にはびこる諸悪を討つべく、素性を隠して活動している。しばらく姿を見せていなかったが王妹拉致事件の最後で邪神の教徒や悪徳貴族のアジトを強襲、殲滅する。その際、よく見知った顔であるらしく、貴族たちは驚愕する。
黒装束の密偵
金剛石の騎士に付き従い、諜報活動をしている黒装束の女性。

### そのほかの人物
女神官の初パーティの3人
冒険者になったばかりの女神官が最初にパーティを組んだ3人の冒険者。いずれも駆け出しの白磁等級。個々の冒険者としての意気込みと才能は低くはなかったが、ゴブリンを甘く見た結果、女神官を残して全滅の憂き目に遭う。
鉢巻きをした若者（青年剣士）
声 - 内匠靖明
パーティの中心的存在。村の近くに出現したゴブリンを追い払ったという大人たちの武勇伝を聞き、自分も皆を守る存在となりたいと奮起、ゴブリン出現を知るや即断即決で討伐に名乗り出るなど義侠心も持ち合わせている。
だが一方で、決断と無謀、勇気と蛮勇の区別はついておらず、思慮も経験も不足しているありふれた駆けだし冒険者。女神官をパーティに加えたのもポーション代の節約のためといった程度の認識しかなく、鍛錬も自分自身で積んだ程度で正式に誰かに師事したわけではない。ゴブリンの群れに吶喊して数匹を倒すものの、洞窟等の閉鎖空間に不向きな長剣を振り回した結果、外壁にぶつけて手から滑り落ちた隙を突かれ、ゴブリンたちによって惨殺される。
髪を束ねた胴着姿の少女（女武闘家）
声 - 石上静香
鉢巻きをした若者（青年剣士）の暴走を制止することが多い。また、仲間の各人に対する配慮を怠らずに状況全体を判断できるなど、ほかの面子に比べれば冷静な女性。求めるものは地位や名声ではなく、皆を守るために自身の力を使うことを何よりも尊んでいる。
亡き父の正式な師事によって武闘の鍛錬を積んでおり、実力もそれなりにあったが、青年剣士の死を受けて女神官に負傷した女魔法使いと撤退するように指示したあと、数匹のゴブリンを倒すもののホブゴブリンには歯が立たず、戦闘不能にされる。
身動きが取れなくなったところをゴブリンたちから袋叩きにされたうえで凌辱されるが、悲鳴を上げながら女神官に自分を見捨てて逃げるように告げた結果、女神官は窮地を脱することになる。
のちにゴブリンスレイヤーの助力によって駆け付けた女神官によって救助されるも、凌辱ですでに精神崩壊しており、救助されたほかの女性たちと運ばれていった後、妊娠は免れたものの故郷に引きこもった様子。
眼鏡を掛けて杖を手に持つ女性の魔術師（女魔法使い）
声 - 小岩井ことり
都市にある「賢者の学院」の卒業生で、自身の才幹を世に知らしめることに重きを置いている。パーティの面子にはそれほど親身に接していないが、自身の才幹を評価する人々には一転して敬服しており、自分の優秀さの証明として与えられた杖を非常に大切にしている。日に術を二つ使えるなど、才能はある人物。
当初からゴブリンを甘く見ており、女神官の警告にも耳を貸さなかったことで、ゴブリンの集団による背後からの奇襲を許すことになる。自身の魔法で1匹は倒したものの、物量に押し切られて次の魔法行使をする前に引き倒され、杖を奪われてへし折られる。激昂し冷静さを失ったところに毒の刃を腹部に受けて戦闘不能となり、女神官に支えられて何とか逃走する。
しかし、女神官の小癒の奇跡も虚しく、ゴブリンスレイヤーと女神官が出会ったときには全身に毒が回って手遅れの状態になっており、朦朧とする意識の中でゴブリンスレイヤーからの介錯の申し出を受け、落命する。
この一件で「賢者の学院」では恥晒しと嘲笑されるようになり、実弟の少年魔術師は彼女の名誉回復とゴブリンへの復讐を誓うようになる。
その墓は王都の墓地にある。

牧場主 / 伯父
声 - 林大地
街の郊外で牧場を経営している。牛飼娘の母方の伯父。亡き妹（声 - 菊池紗矢香）の忘れ形見である姪を我が子のように慈しんでいる。ときおり、ゴブリンスレイヤーに「あの子はいい子に育ってくれた」と話す。
牛飼娘を引き取り、ゴブリンスレイヤーに住居として納屋を提供している。常識人であるため、けじめだと下宿代を取る。箍が外れているゴブリンスレイヤーのことを良く思っていないが、その事情を知っているので複雑な心境を抱いている。牛飼娘が物思いに沈んだりした際、ゴブリンスレイヤーが何かしたと誤解することも少なくない。
第1巻の原作小説の初版や漫画版の初期、アニメで初登場の際のクレジットでは「叔父」となるも、のちに「伯父」に訂正された。
貴族令嬢の率いるパーティ
全員が鋼鉄等級冒険者の女性で構成された4人組のパーティ。リーダーは只人（ヒューム）の貴族令嬢出身の自由騎士でその他只人の僧侶、圃人（レーア）の野伏、森人（エルフ）の魔術師で構成されている。放棄された森人の山砦を根城にしているゴブリンたちに拉致された村娘の救出依頼を、義憤に駆られて挑む。
全員が鋼鉄等級相応の十分な経験をもっているパーティで前準備を怠ることもせず、ゴブリンに対する知識も熟知していたため、ゴブリンの活動が鈍る昼間を狙って山砦に潜入するが、仕掛けられた罠の多さの前に対応しきれず誤って警報を作動させ、交戦に突入する。多数のゴブリンを倒すも想定以上の数による消耗を経て全員が捕縛され、野伏は生きたまま射的の的に、僧侶は嬲り殺しに、魔術師も生きたまま火炙りにされ、貴族令嬢は一部始終を見させられて精神が崩壊し、憤るゴブリンたちに三日三晩弄ばれて事切れる。こうして全員が死亡したのち、貴族令嬢の遺体だけは人とは思えぬほどの斬り刻まれた姿にされたうえで川へ投げ捨てられた。
コミカライズ版ではパーティがゴブリンたちに取り囲まれ、リーダーが投石によって昏倒して場面が暗転した直後に全員が死亡し、貴族令嬢と僧侶も屍姦され続けているという短い描写にされており、アニメ版に至っては屍姦の描写はカットされており、既に全員死亡している状況のみの描写にとどまっている。
吟遊詩人
声 - 速水奨
妖精弓手らがゴブリンスレイヤーの居場所を教わった吟遊詩人。
伝聞で知ったゴブリンスレイヤーの活躍を詩にするが、その内容はかなりの美化・脚色が入っている。ゴブリンスレイヤーと面識は無い。
勇者
声 - 島袋美由利
各巻の間章などに登場する小柄な黒髪の少女。太陽のような笑顔を浮かべる。魔神王を倒した功績によって史上10人目の白金等級に認定された。15歳。一人称はボク。
孤児院を出て冒険者となるが、当初から呪文を連射できるなど規格外の能力をもっていた。そして遭遇した魔神王の幹部である魔神将をゴブリンの親玉程度の存在だと思い、ちょっと追い詰められるが偶々手にした聖剣を手に入れて討ち果たしたことで「勇者」となった。
パーティーとして剣聖（声 - 戸松遥）と賢者（声 - 井上ほの花）という女性冒険者と組んでいる。
ゴブリンスレイヤーの仕掛けた罠の上に立ちながらこれが作動しない、北の雪山の事件で里に警戒を呼び掛けようと下山する途中の新米戦士・見習聖女・白兎猟兵に遭遇した際に直前まで彼らは存在を感知できなかったなどの奇妙な能力も有する。
神からの啓示（ハンドアウト）を受けるなどして、ゴブリンスレイヤーの知らないところで世界を左右するような大物の敵と戦っている。彼とは冒険者になる前に一度、勇者となってからも収穫祭の折に一度出会っているが、お互いの素性には気づかずじまいである。ニアミスが多く出会う機会は少ないが、相互の戦いの結果が知らない所でリンクしている。
アニメでは赤毛になっており、ゴブリンを集団性と狡猾さを持つ恐ろしい怪物と熟知しており、例え世界を救ったとしても村が滅ぼされるのは嫌なもので、ゴブリンスレイヤーのおかげで救われる人たちがいると彼に感謝している。
先生 → 圃人
声 - 飛田展男
圃人の老爺。背丈は10歳当時のゴブリンスレイヤーの半分くらいの低身長であり、浅黒い肌と金色の瞳、出杭歯の男性。白金の鎖帷子を纏う。忍びの者であり、「往還せし者」といった呼び名を複数もっている。
10年前、ゴブリンスレイヤーをゴブリンから救ったあとに彼を殴り倒してなかば誘拐同然に連れ去り、彼を指導した人物。きわめて口が悪く乱暴で、その教育方針は虐待に近い。姿隠しの術を得意とする。5年後、突如として「旅に出る」と言って姿を消した。
現在は、少年魔術師と圃人剣士に修行をつけている。さらに、仕事帰りに牧場にゴブリンスレイヤーを訪ねてきた際には、ゴブリンスレイヤーは不在だったものの牛飼娘と言葉を交わし、彼女を「やさしき西の邑の健気な子」と賞する。
作者のコメントによれば特訓などではなく、実際は口プロレス好きで和マンチキンな先輩プレイヤーに振り回されただけだという。
令嬢剣士 → 女商人
声 - 上坂すみれ
第5巻より登場。只人の冒険者で女神官とほぼ同年齢の女性。蜂蜜色と称される金髪。魔法戦士。白磁等級。
名高い貴族の令嬢だったが、両親の言われるままの人生に嫌気が差し、自由な人生を送りたいと家伝の軽銀の宝剣大小一組を持ち出し出奔し冒険者となる。もともと剣の才能があるうえに雷撃の魔法も使えたため、初任務を華々しく飾ろうと過信するあまりに即席で募った仲間とともに雪山の城砦に巣食うゴブリン退治に赴く。ゴブリンたちが誇る圧倒的な数を利用して兵糧攻めを行い当初はゴブリンたちを各個撃破するなど戦果を挙げるが、兵糧攻めを見抜いた小鬼聖騎士に兵糧攻めをやり返され危機に陥る。パーティは補給物資不足で体調を崩し仲間割れ、最悪の士気の中で彼女が補給のために離れた隙に仲間は惨殺される。宝剣も小鬼聖騎士に奪われた挙句にゴブリンたちに凌辱され、覚知神への生贄としてうなじに呪いの焼印を押され、祭壇に奉納される。「少人数での兵糧攻めは逆に飢えて殺意の高揚したゴブリンたちに襲撃されるのがオチで、安心しきってバレてない内に速攻で殲滅すべきだった」とゴブリンスレイヤーから指摘される。
のちに令嬢剣士の両親から捜索の依頼を、剣の乙女の経由で受けたゴブリンスレイヤーたちに救助され、宝剣を取り戻してゴブリンを殲滅したいと依頼料代わりにみずから髪を斬り落としてゴブリンスレイヤーに同行。相手がゴブリンでも弔おうとする女神官の祈りを不要だと妨げ、憎悪に駆られてゴブリンの叙勲式に必要なシャーマンを殺したことで、逆にゴブリンスレイヤーたちを窮地に追い込む結果となる。のちに過ちを悟り、共闘の末に宝剣を取り戻すことに成功する。両親に宝剣を返却してこれからのことを考えると帰郷する。
女神官と妖精弓手との文通は続いており、呪いの治療のために剣の乙女のもとに通っている。
治療が一段落した所で実家の資産を元手に女商人として活動を始め成功し、ギルド訓練所の運営担当者も兼ねて御前会議に招集されるまでに至る。ゴブリンによる王妹拉致事件の際には、剣の乙女の護衛として王都に滞在していたゴブリンスレイヤーとその一党を王に紹介する。
使用可能な呪文は《稲妻（ライトニング）》で回数は2回。
六人の英雄（オールスターズ）
声 - M・A・O（女魔術師）、武内駿輔（蟲人僧侶）、福島潤（半森人斥候）、葉山いくみ（女戦士）
六英雄とも。10年前、「死の迷宮」の奥底に挑み、魔神王を討った冒険者たち。
湾刀の術理を極めた頭目、その従姉の女魔術師、蟲人（むしびと）僧侶、半森人斥候、槍使いの女戦士、そして後に剣の乙女と呼ばれる女司教の6人からなる。
小説8巻の冒頭および外伝『イヤーワン』の冒頭でその冒険の一部が語られたほか、外伝『鍔鳴の太刀』ではパーティ結成からの物語が綴られる。
孤電の術士（アークメイジ）
外伝『イヤーワン』2巻に登場する只人の女性魔術師。辺境の街の外れにある小屋に住んでいる。
くすんだ金髪で眼鏡をかけ、豊満な肉体に継ぎ接ぎだらけのローブを纏っている魔術師然とした人物で、さまざまな絵の描かれた札の束を魔術に用いる。かつては蜥蜴人に師事して幻惑や付与などさまざまな魔術を身に付けたようで、ゴブリンスレイヤーは自分よりもかなり高いレベルにあると見ている。
《界渡り（プレインズウォーカー）》と呼ばれる、神々の盤である四方世界の外へ至る存在になることを目指しており、その鍵である《灯（スパーク）》を探し求めていた。
ゴブリンスレイヤーがゴブリンの巣で手に入れた《灯》の指輪を持ち込んだことで知り合うが、その指輪を譲るよう頼み込んだ彼女に対し、ゴブリンスレイヤーが求めた報酬が「ゴブリンを殺すのに役立つもの」であったため、想定外のことに爆笑する。その後、ギルドから依頼されていた怪物辞典のゴブリンの項を改訂するためと称してゴブリン退治とそれに同行する自身の護衛を依頼し、そこで得られる情報を真っ先に提供することを提案する。
学者肌で、必要とあらばゴブリンの血を用いた臭い消しもためらわず、普通なら当たり前だと流すような些細なことでも追求する。彼女の依頼に同行するなかで、ゴブリンスレイヤーはゴブリンに関する多くの知識を身に付け、考え方にも影響を受けることになった。
こうして何度もゴブリンスレイヤーと同行していたが、関係を誤解して嫉妬していた牛飼娘に対してはそのような関係ではないと謝罪し、彼は話せばちゃんと通じる相手だと伝える。牛飼娘にはそれ以上の印象は残っていないが、ゴブリンスレイヤーと牛飼娘の関係に少なくない影響を与えている。
最後の依頼では、ゴブリンスレイヤーとともに《界渡り》に至るための場所である暗黒の塔へ向かう。無限に湧くゴブリンをゴブリンスレイヤーが殺し、扉の鍵であるこの世ならざる立体を彼女が解き明かすという分担で塔を登り続け、3桁におよぶゴブリンを殺した末に屋上へと辿り着く。そこで彼女は、ゴブリンスレイヤーに謝辞を述べるとともに、彼が小鬼を殺す者であることを肯定し、《灯》が消えた《呼気》の指輪と小屋に残されたものを報酬とすることを告げ、虚空に身を躍らせて姿を消す。

### 高名な神々
《幻想》と《真実》
物語世界を管理している存在。舞台（盤）を構築し、四方世界に生きる者を駒として用意し、サイコロを振り、世界の支配をかけて「勝負」している。TRPGにおけるゲームマスター（GM）とプレイヤー（PL）を模した存在であり、この二柱以外にも《時》や《死》などの多くの高名な神々の存在が示唆されている。その日の気分次第で駒の一党を故意に安全な、あるいは過酷な冒険へ放り込んだりもするが、駒のことは愛しており、神々の意図に反して彼らが不幸にも全滅すると落ち込むこともある。
サイコロ（宿命や偶然）を排して確実にゴブリンを殺すゴブリンスレイヤーには手をこまねきつつも、その結果に一喜一憂する。

### 無名神
高名な神々によって作られ、四方世界の盤上に半ば座している神々。四方世界の人々によって信仰され、彼らに啓示を授けたり、力を与える存在である。下記の神々以外にも、知識神、交易神、戦女神などの存在が描写されている。
至高神
司法を司る神でもあり、神殿は裁判所を兼ねる。シンボルは天秤と剣を組み合わせたもので、剣の乙女らは同様のデザインの杖を所持している。
地母神
主に農村で信仰される神。女神官はこの神殿に属している。
覚知神
冒険者を導く知識神と似ているが、異なる点として突発的に邪悪な智恵を授ける邪神の一柱。祈る者だけでなくゴブリンにも智恵を授けようとする。授けられる智恵は実現性があり、かつ即実行可能なものである。例えば世界征服したいという者に、具体的に実行可能な方法や手順を授ける。そして授けられた者をそのまま実行させてしまう。知識神は導く過程での苦難などを考慮して授けるが、覚知神の場合は悪戯に与えるためその後の結果を考慮しない。
覚知神を表すシンボルは「神の目」である。

### 祈らぬ者
祈らぬ者（ノンプレイヤーキャラクター）と呼ばれる存在。祈る者、つまり冒険者（プレイヤーキャラクター、PC）に敵対する存在でもある。
ゴブリン
声 - 第1期：竹田海渡、小倉大輔、虎島貴明、高橋信、若山晃久、森嶋秀太、葉山翔太、渡邉允瑠、第2期：柳晃平、中西尚也、若林佑、千葉航平、真白健太朗、千葉瑞己、今井文也、中務貴幸、佐藤正幸、富岡泰崇、安田陸矢、長井新、藤澤奨、高山俊太朗
本作に登場する怪物のうち、最下級とされる小鬼。エルフ語では「オルク」と呼ばれている。
成体でも人間の子供程度の身体に膂力と知能しか持っておらず、単体ではあまり強くないうえに討伐報奨金も低く玄人からは獲物扱いされないため、新人冒険者などには侮られることが多い。しかし、動きが素早いうえに悪知恵が利き、暗闇でも見える目と高い嗅覚をもって絶えず闇間から徒党を組んで襲いかかるため、実はもっとも多くの新人を殺害している存在でもある。
性格はきわめて残忍かつ身勝手で、自分たちの悦楽のために標的とした人物を拷問したり食料としたりするほか、女性の場合は強姦する（場合によってはその後に殺害するか、もしくは後述の「孕み袋」にする）などの行為を好む。
自分たちの群れを攻撃してきた冒険者や村人には、鬱憤を晴らすために苛烈な報復を行う。しかし連帯感があっても友愛や義理はほぼ皆無で、殺された仲間については嘲りの念しか抱かない。
「略奪する」という発想しかもたず自分たちで新たなものを作り出すことはないが学習能力はあるため、身動きの取りやすい短剣や棍棒を装備して自分たちで毒を作ったり遺跡の罠を活用したり、船を用いて水路を移動したりするなどの行動を取る。生命力が高く、不衛生な場所でも活動できるうえ、致命傷を負っても死ぬ直前まで襲いかかったり、死んだふりをして奇襲をかけたりする。そういった生態から、ゴブリンスレイヤーには「奴ら（ゴブリン）は馬鹿だが、間抜けじゃない」と評されており、侮ることを厳に戒められている。
単独行動中の数匹程度ならば腕自慢の村人でも追い払うことは可能であり、それで自信を付けた若者が冒険者を志すことも少なくない。しかし、数十匹の群れともなれば村1つを滅ぼすこともあり得る。後述のホブゴブリンやゴブリンシャーマンに率いられた群れはさらに危険性が高く、ゴブリンロード、またはオーガや闇人などの別種族に率いられて組織化した場合、街でも陥れかねないほどの脅威的な存在となる。
性別は雄しか存在せず繁殖には人間やエルフなどの別の人型種族の女性を必要とする。それらは「孕み袋」と呼ばれ、道具扱いされる。誕生する際にはすべてが母体の要素を受け継がずゴブリンとなるほか、妊娠期間は人間よりきわめて短く成長も早いため、一つの巣に3 - 4人も孕み袋がいれば、短期間のうちに軍勢ができるほどの危険性がある。幼体といえども侮れない狡猾さや残忍さを秘めているうえ、相手への恨みを決して忘れず知恵を付けていくため、ゴブリンスレイヤーはいっさいの躊躇なくゴブリンの子どもも処分している。
只人の王国においては軍隊がゴブリン討伐に赴くことはない。これは国がその脅威を認識していないのではなく、それ以上に脅威となる怪物や勢力が数多いためと、冒険者を用いることで十分対処可能と目されているためである。国は国営機関でもある冒険者ギルドを用いて依頼斡旋や派遣業務を行うことにより、その支援としている。
渡り
巣穴をさまざまな理由で追われ、渡り歩くはぐれゴブリンたちのこと。多くは食いはぐれてやせ細っているが、中には傭兵の真似事のようなことをしている個体もいる。渡りを続けながら知恵と経験を積んだゴブリンは、巣穴の長や用心棒となる。
ホブゴブリン
声 - 山根雅史（第1期）、杉崎亮（第2期）
ゴブリンのうち、先祖返りによって大型の肉体を手に入れた上位種あるいは変異種。戦闘力は通常のゴブリンなど比ではなく、多少の戦闘技術も身に付けている。しばしば巣穴の長や用心棒となっている。
ゴブリンシャーマン
声 - 中西尚也
ゴブリンのうち、妖術を身につけた呪文使い。多数のゴブリンのみならずホブゴブリンを従えることもあるうえに知能が高く、冒険者を罠にかけることもある。危険性の割りに知名度が低く、下級の冒険者が知らない場合も多い。骨などを組み合わせたトーテムを好んで作るのが特徴。
ゴブリンライダー
オオカミに騎乗したゴブリンの騎兵。余裕のあるゴブリンの群れはオオカミを番犬として飼い慣らしているうえ、大規模な群れになると騎乗して突撃してくる場合がある。群れの食糧事情が悪化した場合はオオカミ自身が非常食として利用される。
小鬼王（ゴブリンロード）
声 - 井上和彦
統率力に特化して進化した個体。ゴブリンとしては異常に高い知性と統率力をもち、多数の上位種をも擁する大規模な群れを作るうえ、祈る者たちの共通語を理解して話すことさえある。ゴブリンたちにとっては白金等級に該当する存在にして戦闘力や魔力ではなく統率力に特化した個体であるため、小鬼王に率いられたゴブリンたちは統率のとれた軍として驚異的な力を発揮し、捕らえていた女性たちを板に括り付けた「肉の盾」を用いて敵の攻撃を思いとどまらせる、ゴブリンライダーで敵の側面を突くなどといった戦術も用いる。
作中に登場した個体はかつて冒険者に見逃されたゴブリンが経験を積みながら成長したもので、100匹近いゴブリンたちを率い、辺境の街を襲う拠点として牧場を狙うが、事態に気づいたゴブリンスレイヤーが目撃した大量の足跡から存在を推測され、彼の呼びかけに応じた冒険者たちに迎撃されたうえ、自分の策をゴブリンスレイヤーにことごとく読み切られて群れは全滅する。最後は再起を謀って自分だけ逃走するが、逃げ帰ろうとした巣は別行動していたゴブリンスレイヤーによって既に滅ぼされており、自身も待ち伏せされて一騎討ちとなる。一対一の戦闘では優勢でゴブリンスレイヤーを追い詰めるも、女神官の《聖壁（プロテクション）》に動きを封じられ形勢逆転、これまで同様に嘘の命乞いで油断させて隙を突こうとするが、ゴブリンの悪辣さを知り尽くしている女神官には通用せず、身動きがとれないままゴブリンスレイヤーに刺殺される。
小鬼英雄（ゴブリンチャンピオン）
声 - 山根雅史
ホブゴブリン以上に大型に成長し、より戦闘経験を経たゴブリンの戦士。小鬼王同様に白金等級に該当する存在。小鬼王ほどの高い知性と統率力はないが、強力な筋力や防御力をもっているため、単純な戦闘力だけなら小鬼王や熟練した冒険者たちさえ上回る。戦闘の際にはさらに残忍となり、同族を巻き添えに攻撃することや盾にすることすらいとわない。
ゴブリンロード軍に存在した個体は、重戦士と女騎士の連携によって倒される。アニメ版では1体が追加されたが、そちらは槍使いとの一騎打ちで討ち取られる。
地下水道に現れた個体はゴブリンスレイヤーたちを一室に追い詰め、ゴブリンスレイヤーに致命傷を負わせるも決死の反撃で首を絞め上げられ、片目をえぐり取られる。布に血で目のような落書きを描いて報復を宣言するが、決戦の場となった祭祀場の天井を崩されて手下もろとも生き埋めにされて倒される。
小鬼聖騎士（ゴブリンパラディン）
声 - 森川智之
雪山の城砦に巣食うゴブリンを統括する聖騎士。甲冑を着てマントを纏い、令嬢騎士から略奪した宝剣と盾を装備する。覚知神によるものか知識も相応にあり、数々の冒険者との闘いで剣技を学習しているため、只人の騎士にこそおよばないものの剣と盾を巧みに使い、攻撃する。
その剣技によりゴブリンたちをまとめ上げ、近隣の村々から娘を攫っては孕み袋として酷使してゴブリンの数を50体以上も増やし、令嬢剣士を捕縛したうえ、只人の叙勲式を真似た儀式で統括力の向上をもくろむが、ゴブリンスレイヤーたちの活躍によって儀式の要だった聖職者役のシャーマンを討たれ失敗。アジトへの侵入と儀式をぶち壊しにされたことに激怒し、大勢の手下とともにゴブリンスレイヤー一行を追い詰めるが、最後はゴブリンスレイヤーとの一騎討ちの最中、一計を案じたゴブリンスレイヤーが盾を構えた状態になったのを好機と早合点して宝剣で突き刺すもゴブリンスレイヤー自身を突き刺すには至らなかったうえ、宝剣が盾に突き刺さったまま引き抜けなくなった隙にそのまま宝剣を奪い返されたあげく、「ゴブリンは愚かであっても間抜けではないが、貴様は間抜けだ」と痛烈に皮肉ったゴブリンスレイヤーに一気に距離を詰められ首もとを切り裂かれて死亡、残ったゴブリンも合図を受けた令嬢剣士の呪文によって生じた雪崩に巻き込まれて全滅する。
それまでの行動により、城砦の豊富な鉱石資源から金属精錬を試み、武具を生産してゴブリンたちに装備させて軍隊の結成をもくろんでいた可能性が示唆されている。
小鬼邪神官（ゴブリンプリースト）
声 - 相馬康一
死の迷宮を根城にするゴブリンたちの首魁。奇怪な手の文様の入れ墨を施されたゴブリンたちを率い、王妹を生贄に魔神の復活を謀る。格好だけ聖職者を真似たゴブリンなら小鬼聖騎士の手下にもいたが、こちらは神官の遺体から「血抜き」を行い、血液を触媒に利用するという外道な手段によって実際に《聖壁》の奇跡を用いることができる。
その奇跡の力を媒介するものを女神官の浄化によって消滅させられて敗れ、残された大量のゴブリンたちもゴブリンスレイヤーに頼まれた剣の乙女が率いる神官戦士たちの軍団によって殲滅される。

トロル
巨人（トロル）。小鬼英雄よりも大きな巨体と腕力をもっているが、知能は小鬼以下で本能の赴くままに行動する。ごくまれに小鬼と協調して行動する個体も存在し、おもに門番や盾役として行動する。
巨大鼠（ジャイアントラット）
人間の子どもの大きさほどある巨大な鼠で、街の下水道などに大量発生する。群れで行動するが個々の攻撃力は低いため、ギルドは福祉も兼ねた新人冒険者向けの依頼として掲示しているが、生命力が高いうえにゴブリンと違って雌も存在するために繁殖率や成長率がきわめて高いうえ、病原体を保菌している群れで襲いかかるため、新人冒険者でも油断すると重傷を負わされることはおろか捕食されることすらある。
大黒蟲（ジャイアントローチ）
人間の子供の大きさほどある巨大なゴキブリで、巨大鼠と同環境での生息や群れ、病原体といった理由から、時には新人冒険者すら捕食対象にする。巨大鼠以上にグロテスクな外見や動き、群れで襲いかかるおぞましさから、上級冒険者すら生理的に遭遇したくないと評され、短時間ながら羽を広げて飛びかかる姿はしばらく夢に出るほどであり、絶対遭遇したくないモンスターの上位に挙げられている。
竜牙兵（ドラゴントゥースウォリアー）
竜の牙より作り出された兵士。ボーンゴーレムに近い存在。単純な戦闘以外にも盾をもって特定の誰かを守らせる、救助した人物を街まで運ばせる、踊らせるなど、幅広い命令が可能。高位の魔術師が、あるいは蜥蜴人が祖霊の力を借りて作り出す。
オーガ
人喰鬼（オーガ）。銀等級冒険者一党でも苦戦を強いられる強力な怪物。只人を圧倒する肉体と筋肉、只人の言葉も理解して流暢に喋れるほどの知力に加え、眼を潰されてもすぐに回復可能な再生能力をもつため、肉弾戦で胴体を真っ二つにされて大量の血液を失わない限り、負けることはない。盾で身を守ろうとした冒険者を盾ごと粉砕したり、冒険者との一騎打ちでは百日間無傷で勝利するなど、数々の逸話でその強さが伝えられている。
オーガ（兄）
声 - 各務立基
第2巻に登場。魔神将の部下。使用可能な呪文は《火球》。古代遺跡を根城にゴブリン軍を編成し、背後から秩序の軍勢を襲おうとしていたが、ゴブリンスレイヤーたちによって手下であるゴブリンたちを皆殺しにされ、計画を妨害される。ゴブリンスレイヤーたちをあと一歩のところまで追い詰めるも、最後はゴブリンスレイヤーの用いた転移の巻物による海水の高圧水流噴射で両断され、敗れる。
オーガ（弟）
第9巻に登場。魔神王勢力残党に唆され、兄の仇であるゴブリンスレイヤーへの復讐を企ててゴブリンの群れを指揮し、遠方へ配達に向かうゴブリンスレイヤーと牛飼娘を襲わせて冬の廃村へ誘い込むが、知恵を駆使して逃げ回るゴブリンスレイヤーに翻弄される。業を煮やし、捕えていた他の冒険者を人質にゴブリンスレイヤーを誘い出して正面から殺害しようとするが、窮地に駆け付けた彼の一党と、彼の地形を利用した戦術の前に敗れる。得物としていた戦鎚は戦利品として持ち帰られ、辺境の街のギルドに飾られている。

沼竜（アリゲイタ）
水の都の地下水路でゴブリンスレイヤーたちが遭遇した巨大な白いワニ。ゴブリンスレイヤーたちを追い払おうとする一方、ゴブリンたちの船を襲っている。正体は剣の乙女の使徒（ファミリア）であり、地下水路を守りながら巨大鼠なども駆除していた。感覚を剣の乙女と共有しているため、ゴブリンとの戦闘の感覚も彼女に伝わるという欠点がある。剣の乙女と神官戦士団が「死の迷宮」から脱出するゴブリンスレイヤーたちを救援に向かった際にも、彼女に同伴する。
大目玉（ベム）
声 - 高橋伸也
水の都の地下水路に繋がる祭祀場で、巨大な鏡を守っていた怪物。巨大な目玉に無数の触手が生え、その先端に小さい目玉が付いた見るからに混沌の眷属。「名前を呼んではならない存在」と言われていたところにゴブリンスレイヤーによって適当に名付けられる。《分解（ディスインテグレート）》の術で攻撃し、《解呪（ディスペル）》で相手の術を妨害する難敵となるが、ゴブリンスレイヤーの起こした粉塵爆発によって倒される。
魔神の信徒
水の都の地下で魔神復活を謀っていた人物。生贄をさらうためにゴブリンを大量に呼び出していたが、ゴブリンスレイヤーたちに計画を妨害されてうろたえていたところを勇者一行に倒される。
アニメ版では、似たような状況で邪神官（声 - 野瀬育二）らが勇者たちに滅ぼされる場面が描かれている。
モケーレ・ムベンベ
声 - 若林佑
上森人の里で尊ばれる神獣。
闇人（ダークエルフ）
闇人の邪教徒の男性。
邪悪な神々より託宣（ハンドアウト）を授かり、呪物を用いて暗躍する。最終的にゴブリンの軍勢を率い、神話の時代の千の手の巨人（ヘカトンケイル）を召喚して収穫祭を襲撃しようとするが、巨人は勇者に、ゴブリンの軍勢と自身はゴブリンスレイヤーに撃退される。
作中において使用した術は《分解》。闇人は森人と同様に能力において只人を凌駕しており、その技量も含めて実力的にはゴブリンスレイヤーを圧倒するが、知略方面においては数を頼みとするゴブリンを分散させて運用するなど想像力の働かせ方が甘いうえにからめ手や計算外の事態に弱いなど粗も多く、ゴブリンスレイヤーには「素人（ヌーブ）め」と評されている。
種族の中には人間と共存する道を選んだ者もおり、水の街では只人を相手に店舗を構えている者も存在する。
樋嘴（ガーゴイル）
有翼の石像の魔物。混沌に属する魔術師に使役されることが多い。石像でありながらも羽ばたくことで空を飛んでいるため、それを阻害すると墜落する。
魔神王
魔王のような存在。勇者がひとりではなく複数存在するように、魔神王も複数存在する。世界の存亡に関わる存在は定期的に出現するらしく、一般に最上位の白金等級冒険者とは、魔神王とその軍勢を倒すことを期待されている存在である。勇者によって討伐されたため、現在は空位。10年前にも「六人の英雄」が倒した1体がいる。
魔神将
魔神王の配下の中でも有力とされる存在で、詳細は不明だが複数存在する。魔神王の復活をもくろんでおり、配下を操って暗躍している。
ブロブ
外伝『イヤーワン』に登場。強酸性の粘液の塊のような魔物。洞窟の天井などにへばりつき、下を通った生物を目がけて落下して取り付き、肉を溶かして捕食する。兜などをかぶっていれば脱ぎ捨てることで逃れることができるが、そうでない場合は致命傷となりうる。
当初はロックイーターに追われて鉱山に沸いたものと思われていたが、ロックイーターの通り道から見つかる金を目当てにした人間を狙って共生している可能性が、半森人の軽戦士によって指摘されている。
岩喰怪虫（ロックイーター）
外伝『イヤーワン』に登場した、岩のような甲殻を持った巨大な百足のごとき魔物。その名の通り、岩を喰らいながら岩盤の中を移動する。
岩のみならず、途中で見つけた生物は人間であれ強酸性のブロブであれ捕食するが、通り道に金鉱脈が見つかることがあり、採掘する人の手で住処を追われる個体も存在する。
鉱山のブロブ退治に赴いた若い戦士の一党を襲い、半妖精の野伏を捕食して鉱人の戦士の片腕を奪った後、銅等級から白磁等級まで50人を超える徒党が送り込まれ、死傷者を多数出す激戦の末に討伐される。
氷の魔女
9巻に登場。北の雪山の冬を長期化させ、王都でも問題になる異常な冬の元凶であるひとり。雪男（サスカッチ）を率いて冷気を操る吸血鬼であり、髪も肌も衣裳も装身具も白いが、瞳だけは血のように赤い。
別行動中のゴブリンスレイヤーと牛飼娘がオーガ（弟）の報復から逃げているために不在の状況であったが、女神官たち残る4人に加え至高神の託宣を受けた新米戦士・見習聖女、そして父の仇討ちを願う白兎猟兵と対決。女神官の《小癒》・白兎猟兵の銀の矢・見習聖女の《聖撃》の連続攻撃で倒される。

## 作中設定・用語

### 地理・国家・組織
四方世界
《秩序》と《混沌》に属する神々が、世界の支配を巡って勝負をするために創り上げた「盤」。そこに生きる冒険者や怪物といった存在は「駒」であり、《宿命》と《偶然》のサイコロによって全ては左右される。ただし、神々の遊び道具ということではなく、さまざまな冒険や物語を引き起こす「駒」たちの存在を神々は心から愛しており、サイコロの結果に一喜一憂している。
辺境の街
ゴブリンスレイヤーが拠点としている都市。
地母神の神殿、冒険者ギルド支部、牧場などがあり、それなりに栄えている。秋には収穫祭が行われ、この時は見物客などで賑わう。地母神神殿の神官による奉納演舞、天灯が名物。
水の街
西方の辺境では最大の都市。裁判所を兼ねた至高神の神殿があるほか、街中と地下には水路が張り巡らされている。剣の乙女が暮らしている都市でもある。様々な種族が共存しており、説法をする蜥蜴人や店を構えている闇人が只人と普通に生活している。
雪山の城砦
北方の雪山に位置する城砦。大昔に鉱人によって建設され、地方の領主が住んでいたが、領主が亡くなって廃砦となった後は小鬼聖騎士が率いるゴブリンたちの巣となった。
王都
王国の首都。最大級の都市。
死の迷宮
王都の北に位置する迷宮。地下10階まである。10年前にはその最深部に魔神王が座して、死を撒き散らしたという。
これに対抗する冒険者の拠点として城塞都市が築かれたが、魔神王が討たれてからは放棄されている。

冒険者ギルド
冒険者たちを管理する組織。史実のギルドと異なり職業組合・互助会ではなく、事実上の無頼漢である冒険者たちを管理統制するために設置された、国営組織である。
ギルドの業務は冒険者たちの身元保証と査定、依頼の仲介と斡旋に留まり、それ以上の強制力はない。冒険者たちの間に自己責任の風潮が高いこともあり、ギルドは冒険者を保護・教育する組織ではない。
冒険者ギルドの等級
ギルドの等級評価は、上から順に白金・金・銀・銅・紅玉（こうぎょく）・翠玉（すいぎょく）・青玉（せいぎょく）・鋼鉄・黒曜（こくよう）・白磁（はくじ）の十段階評価となっており、その等級に応じた色の認識票を与えられ首から提げている。このうち、白金等級はいわゆる「伝説の勇者」というべきレベルであり、歴史上に数える程度しか存在しない。また、金等級も国家レベルの難事に関わる存在であるため、在野での最高位は銀等級となる。
冒険者はギルドに登録した段階では最低等級（第10位）である白磁等級として扱われ、冒険を重ねて「社会への貢献」「獲得した報酬総額」「面談による人格査定」などを評価され（これらを全部まとめて「経験点」と呼ぶ者もいる）、等級を上げていく。すなわち等級は、その冒険者の力量を判断する基準であるとともに社会的信用度の目安でもある。圃人斥候のように、実力があっても人格が伴わなければ低い等級から昇進が望めない場合もありうる。
冒険者
さまざまな理想、あるいは野心をもってギルドに所属している者たち。種族を問わず、彼らはみなギルドに登録し、周辺の都市や村の依頼を受けて報酬を受け取ることで生計を立てている。
等級によって身分を保証しており、等級が低い者は一般人目線でのならず者として冷遇される場合もある。
女性冒険者が多いのは娼婦や農奴、親の決めた相手の嫁になりたくないため。
訓練場
辺境の街に近くに設置された訓練施設。その場所にはゴブリンスレイヤーと牛飼娘が住んでいた村があった。現役・退役問わず冒険者の面々が、新人の育成に励んでいる。上記の通りギルドは新人の教育については業務外であるのだが、数少ないベテランと経験の浅い初級者ばかりで中堅がなかなか育たないという問題があった。そのため前々から訓練場を造る案は出ていたが、令嬢剣士からの寄付でようやく完成の目処がたち、建設される。

緑の月
四方世界には2つの月が存在しており、その一方。草も木も水もない荒れ果てた場所だという。ゴブリンスレイヤーの姉によるとゴブリンはここからやってくる。
連合軍
多発するデーモンの出現に、封印された魔神王（デーモンロード）の復活を予測した只人の諸王・森人の長・鉱人の長・蜥蜴人の族長が魔神王並びにデーモンの軍勢の殲滅を目標に結成した多種族軍隊。

### 種族
只人（ヒューム）
人類。作中世界でもっとも人口が多く、おもに王政による統治で国家が成り立っている。15歳で成人し、寿命は80歳ほど。「祈る者」の中ではもっとも長い距離を歩き、また投擲の技能において只人の右に出る者はないとされる。
第10巻で、多種多様であることが説明される。
鉱人（ドワーフ）
おもに鉱山地帯に生息する種族。低身（150cmほど）で筋骨隆々な体躯を持ち、また手先が器用でさまざまな武具や工芸品を製作する。森人ほどではないが寿命は3、400歳と長く、30歳で成人を迎える。また対照的な体躯や思想の違いなどから森人とはあまり仲が良くない。
神代には炎をものともしない上古の鉱人（ハイラードワーフ）がいたと言われるが、現在では伝説として謳われるのみである。
森人（エルフ）
おもに森林などに生息する種族。只人が見惚れるほど美しい容姿に、尖った長い両耳を特徴とする。弓術に長けているほか精霊魔法も使え、寿命は1000歳と遥かに長命な上に、成長が遅く青年期が長い。鉱人と同じ理由から鉱人とはあまり仲が良くない。
不老長寿であるがゆえに成人の概念はなく、各々の技術試験に合格した分野でのみ一人前として扱われる。
上の森人（ハイエルフ）
森人の中でも特に妖精に近いとされる種族。寿命も通常の森人より遥かに長く、2000歳程度では子供としか見なされないほどである。長や古老ともなると、神代の出来事を直に見知っているとも言われる。
闇人（ダークエルフ）
森人の亜種で、褐色肌以外は森人と変わらない容姿をしており、魔神などを信仰する「闇の側の住人」。魔神王復活を目的に世界各地で暗躍している。中には「祈る者」として冒険者をしたり、街に定住している者もいる。

圃人（レーア）
平原の丘や川辺にある荘園で暮らす、只人の子供と同程度の身長の小柄な体をもつ種族。低身を活かした体術を使い、基本的に裸足で行動する。成人年齢は30歳、寿命は160歳程度と只人のおよそ倍ほどで、心地よい住居を作ることに定評がある。
蜥蜴人（リザードマン）
おもに南方の密林や沼地に生息する、戦争に長けた種族。族長制の社会を形成し、部族ごとに生活している。13歳で成人するが、ほとんどのものが戦死するためにはっきりとした寿命は不明。
「恐るべき竜」の末裔を称し、「海の塵が魚となり、海より出でて蜥蜴となった」「恐るべき竜は世界が極寒に覆われて滅びた」など独自の神話を持っており、「祈らぬ者」を倒して功徳を積み、いずれは竜になることを目指している。また、混沌に属している部族も存在する。
獣人
人と獣をかけ合わせたような姿をした種族の総称で、犬や猫、その他さまざまな動物をベースとしたものが存在している。容姿も、只人に耳や尻尾が生えている程度の者から直立する獣のごとき者まで多種多様で、成人年齢や寿命は只人に近いものも多い。
おもに毛皮をもつ人々は「肉球持ち（パットフット）」と呼ばれるが、そうでない人々も一括りにそう呼称されることがある。冒険者として活動している者がいれば、酒場で給仕として働いている者もいる。
鳥人（ハルピュイア）
獣人の一種で鳥の特徴を大きくもつ者たちだが、外見的特徴や飛行能力の有無などはさまざま。只人の価値観では美麗なものが多いが、10歳で成人、寿命は50年ほどと短命。そのためか恋愛行動に熱心で一途な性質である。
蟲人（ミュルミドン）
昆虫の特徴を多くもった獣人の一種。女王を中心とした管理社会を築き、一族の生存のためならばおのれを含めた個体の死をいとわない精神性をもつ。
鰓人（ギルマン）
魚の顔をした水棲の種族。「海ゴブリン」と呼ばれるが差別であると主張する。星の海より来たる大いなる蛸神を祖として崇めているらしい。

### 魔法
呪文・奇跡
呪文や奇跡は、力のある文言によって世界の法則を改変したり、精霊に呼びかけて超常現象を引き起こしたり、神々や祖先に嘆願して奇跡を起こしてもらうなどさまざまな形式が存在する。
授かることのできる奇跡は、自分では決めることができず、神様まかせである。
共通して精神力や体力、触媒などを消耗するため、多くても一日に数回しか行使できない貴重なものという描写がされている。
これは本作が近年のコンピュータRPGに類似する大量のマジックポイントを活用する作品ではなく、『ソーサリー』『D&D』『ウィザードリィ』のような呪文回数がシビアな作品をオマージュしているため。

## 制作背景
作品のアイディアは、ネット上の雑談において「対ゴブリン剣術があるならゴブリンだけを退治する冒険者がいるのでは？」という疑問から生まれたという。ただ、骨子としてはアメリカンコミックの『バットマン』や『グリーンアロー』のような地元で延々と犯罪者を退治している常人のヒーローとしており、それを典型的なファンタジー世界（『指輪物語』やTRPGに用いられる様な世界）へ展開したものである。また、その世界観などには『ソーサリー』『ダンジョンズ&ドラゴンズ』『異界戦記カオスフレア』といったゲームの影響も受けているといい、それら含めてTRPGの要素も大きい。倒した敵の武器を奪ってまた次の敵に向かっていく、「敵は武器庫だ」というような概念は『Halo』の影響を強く受けている。
2012年10月から「やる夫スレ」にてAA（アスキーアート）との組み合わせで本作の公開を始めたが、友人の勧めを受けて公開中に小説版を執筆することを決めて作業に入り、最終的には小説版の方が先に完成していた。AA版の方は読者の反応をダイレクトに受けて即興で話を作る面もあるため、完成していた小説版をAA版の展開に合わせて改訂したという。この時の小説版は第27回富士見ファンタジア大賞に投稿したが三次選考で落選。その後、今川氏真を主人公とした小説『天下一蹴 氏真無用剣』を第7回GA文庫大賞（後期）に応募したところ最終選考で落選（後に書籍化）、その際に過去作である本作がGA文庫編集者の目に止まり、2016年2月の刊行が決まった。さらに出版前にコミカライズ版も決定という異例のこととなり、5月25日発売の『月刊ビッグガンガンVol.06』から掲載が開始されている。
初刊の刊行は2月13日だったが、2月19日には早くも重版が決定し、2巻の刊行も決まった。GA文庫の編集部からも「GA文庫新作として異例のヒット」と紹介された。

## 受賞歴・評価
- このライトノベルがすごい! 2017
  - 文庫部門：第5位（新作部門：第1位）[182]
  - キャラクター男性部門：第13位（ゴブリンスレイヤー）[183]

## 既刊一覧

### 小説
- 蝸牛くも（著）・神奈月昇（イラスト） 『ゴブリンスレイヤー』 SBクリエイティブ〈GA文庫〉、既刊16巻（2022年7月14日現在）
  1. 2016年2月29日初版第一刷発行（2月15日発売[184]）、ISBN 978-4-7973-8615-8
  2. 2016年5月31日初版第一刷発行（5月14日発売[185]）、ISBN 978-4-7973-8752-0
  3. 2016年9月30日初版第一刷発行（9月15日発売[186]）、ISBN 978-4-7973-8834-3
  4. 2017年1月31日初版第一刷発行（1月14日発売[187]）、ISBN 978-4-7973-8955-5
    - 『ドラマCD付き限定特装版』同日発売[188]、ISBN 978-4-7973-8956-2

  5. 2017年5月31日初版第一刷発行（5月15日発売[189]）、ISBN 978-4-7973-9158-9
  6. 2017年9月30日初版第一刷発行（9月15日発売[190]）、ISBN 978-4-7973-9159-6
    - 『ドラマCD付き限定特装版』同日発売[191]、ISBN 978-4-7973-9160-2

  7. 2018年3月31日初版第一刷発行（3月15日発売[192]）、ISBN 978-4-7973-9161-9
    - 『ドラマCD付き限定特装版』同日発売[193]、ISBN 978-4-7973-9529-7

  8. 2018年10月31日初版第一刷発行（10月15日発売[194]）、ISBN 978-4-7973-9809-0
    - 『ドラマCD付き限定特装版』同日発売[195]、ISBN 978-4-7973-9808-3

  9. 2018年12月31日初版第一刷発行（12月15日発売[196]）、ISBN 978-4-7973-9812-0
    - 『ゴブスレ事典（完全版）付き限定版』同日発売[197]、ISBN 978-4-7973-9811-3

  10. 2019年3月31日初版第一刷発行（3月15日発売[198]）、ISBN 978-4-8156-0095-2
    - 『ドラマCD付き限定特装版』同日発売[199]、ISBN 978-4-8156-0094-5

  11. 2019年9月30日初版第一刷発行（9月13日発売[200]）、ISBN 978-4-8156-0330-4
  12. 2020年2月29日初版第一刷発行（2月14日発売[201]）、ISBN 978-4-8156-0333-5
    - 『ドラマCD&メタルフィギュア限定特装版』同日発売[202]、ISBN 978-4-8156-0332-8

  13. 2020年10月31日初版第一刷発行（10月14日発売[203]）、ISBN 978-4-8156-0640-4
  14. 2021年3月31日初版第一刷発行（3月12日発売[204]）、ISBN 978-4-8156-0812-5
    - 『ドラマCD付き特装版』同日発売[205]、ISBN 978-4-8156-0811-8

  15. 2021年9月30日初版第一刷発行（9月14日発売[206]）、ISBN 978-4-8156-1152-1
    - 『メタルフィギュア付き特装版』同日発売[207]、ISBN 978-4-8156-1192-7

  16. 2022年7月31日初版第一刷発行（7月14日発売[208]）、ISBN 978-4-8156-1346-4
    - 『等身大タペストリー付き特装版』同日発売[209]、ISBN 978-4-8156-1345-7
- 蝸牛くも（著） / 足立慎吾（イラスト） 『ゴブリンスレイヤー外伝:イヤーワン』 SBクリエイティブ〈GA文庫〉、既刊4巻（2024年9月14日現在）
  1. 2018年3月31日初版第一刷発行（3月15日発売[210]）、ISBN 978-4-7973-9041-4
  2. 2018年11月30日初版第一刷発行（11月15日発売[211]）、ISBN 978-4-7973-9810-6
  3. 2022年12月31日初版第一刷発行（12月15日発売[212]）、ISBN 978-4-8156-1283-2
  4. 2024年9月30日初版第一刷発行（9月14日発売[213]）、ISBN 978-4-8156-2491-0
- 蝸牛くも（著）/ lack（イラスト） 『ゴブリンスレイヤー外伝2 鍔鳴の太刀《ダイ・カタナ》』 SBクリエイティブ〈GAノベル〉、全3巻
  - 上 2019年8月31日初版第一刷発行（8月9日発売[214]）、ISBN 978-4-7973-9835-9
  - 中 2020年11月30日初版第一刷発行（11月12日発売[215]）、ISBN 978-4-8156-0368-7
  - 下 2022年4月30日初版第一刷発行（4月14日発売[216]）、ISBN 978-4-8156-0369-4

### 漫画
- 蝸牛くも（著）・黒瀬浩介（作画）・神奈月昇（キャラクター原案） 『ゴブリンスレイヤー』 スクウェア・エニックス〈ビッグガンガンコミックス〉、既刊16巻（2025年2月25日現在）
  1. 2016年9月13日初版発行（同日発売[217]）、ISBN 978-4-7575-5116-9
  2. 2017年2月25日初版発行（同日発売[218]）、ISBN 978-4-7575-5258-6
  3. 2017年9月13日初版発行（同日発売[219]）、ISBN 978-4-7575-5471-9
  4. 2018年3月13日初版発行（同日発売[220]）、ISBN 978-4-7575-5603-4
  5. 2018年9月25日初版発行（同日発売[221]）、ISBN 978-4-7575-5860-1
  6. 2018年12月13日初版発行（同日発売[222]）、ISBN 978-4-7575-5944-8
  7. 2019年6月25日初版発行（同日発売[223]）、ISBN 978-4-7575-6175-5
  8. 2019年11月25日初版発行（同日発売[224]）、ISBN 978-4-7575-6388-9
  9. 2020年2月12日初版発行（同日発売[225]）、ISBN 978-4-7575-6521-0
  10. 2020年10月12日初版発行（同日発売[226]）、ISBN 978-4-7575-6904-1
  11. 2021年4月24日初版発行（同日発売[227]）、ISBN 978-4-7575-7219-5
  12. 2021年12月25日初版発行（同日発売[228]）、ISBN 978-4-7575-7650-6
  13. 2022年8月25日初版発行（同日発売[229]）、ISBN 978-4-7575-8090-9
  14. 2023年5月25日初版発行（同日発売[230]）、ISBN 978-4-7575-8582-9
  15. 2024年3月25日初版発行（同日発売[231]）、ISBN 978-4-7575-9117-2
  16. 2025年2月25日初版発行（同日発売[232]）、ISBN 978-4-7575-9693-1
- 蝸牛くも（著）・栄田健人（作画）・神奈月昇（キャラクター原案） 『ゴブリンスレイヤー外伝:イヤーワン』 スクウェア・エニックス〈ヤングガンガンコミックス〉、既刊13巻（2025年2月25日現在）
  1. 2018年3月13日初版発行（同日発売[233]）、ISBN 978-4-7575-5653-9
  2. 2018年9月25日初版発行（同日発売[234]）、ISBN 978-4-7575-5861-8
  3. 2018年12月13日初版発行（同日発売[235]）、ISBN 978-4-7575-5945-5
  4. 2019年6月25日初版発行（同日発売[236]）、ISBN 978-4-7575-6176-2
  5. 2019年11月25日初版発行（同日発売[237]）、ISBN 978-4-7575-6389-6
  6. 2020年10月12日初版発行（同日発売[238]）、ISBN 978-4-7575-6905-8
  7. 2021年4月24日初版発行（同日発売[239]）、ISBN 978-4-7575-7220-1
  8. 2021年12月25日初版発行（同日発売[240]）、ISBN 978-4-7575-7651-3
  9. 2022年8月25日初版発行（同日発売[241]）、ISBN 978-4-7575-8091-6
  10. 2023年5月25日初版発行（同日発売[242]）、ISBN 978-4-7575-8583-6
  11. 2023年10月25日初版発行（同日発売[243]）、ISBN 978-4-7575-8868-4
  12. 2024年3月25日初版発行（同日発売[244]）、ISBN 978-4-7575-9118-9
  13. 2025年2月25日初版発行（同日発売[245]）、ISBN 978-4-7575-9694-8
- 蝸牛くも（著）・池野雅博（作画）・神奈月昇（キャラクター原案） 『ゴブリンスレイヤー:ブランニュー・デイ』 スクウェア・エニックス〈ビッグガンガンコミックス〉、全2巻
  1. 2018年9月25日初版発行（同日発売[246]）、ISBN 978-4-7575-5862-5
  2. 2019年6月25日初版発行（同日発売[247]）、ISBN 978-4-7575-6177-9
- 蝸牛くも（著）・青木翔吾（作画）・lack（キャラクター原案） 『ゴブリンスレイヤー外伝2 鍔鳴の太刀《ダイ・カタナ》』 スクウェア・エニックス〈ガンガンコミックスUP!〉、既刊8巻（2025年2月25日現在）
  1. 2020年2月12日初版発行（同日発売[248]）、ISBN 978-4-7575-6522-7
  2. 2020年10月12日初版発行（同日発売[249]）、ISBN 978-4-7575-6733-7
  3. 2021年4月24日初版発行（同日発売[250]）、ISBN 978-4-7575-7221-8
  4. 2021年12月25日初版発行（同日発売[251]）、ISBN 978-4-7575-7652-0
  5. 2022年8月25日初版発行（同日発売[252]）、ISBN 978-4-7575-8092-3
  6. 2023年5月25日初版発行（同日発売[253]）、ISBN 978-4-7575-8584-3
  7. 2024年3月25日初版発行（同日発売[254]）、ISBN 978-4-7575-9119-6
  8. 2025年2月25日初版発行（同日発売[255]）、ISBN 978-4-7575-9695-5
- 蝸牛くも（著）・マツセダイチ（作画）・lack（キャラクター原案） 『ゴブリンスレイヤー:デイ・イン・ザ・ライフ』 スクウェア・エニックス〈ビッグガンガンコミックス〉、全3巻
  1. 2023年5月25日初版発行（同日発売[256]）、ISBN 978-4-7575-8585-0
  2. 2024年3月25日初版発行（同日発売[257]）、ISBN 978-4-7575-9120-2
  3. 2025年2月25日初版発行（同日発売[258]）、ISBN 978-4-7575-9696-2

## アニメ
2018年2月に開催されたイベント「GA文庫2018発表ステージ」にてテレビアニメ化が発表され、第1期は2018年10月から12月までAT-Xほかにて放送された。ナレーションは悠木碧。
2019年3月に開催されたイベント「AnimeJapan2019」にて新作エピソードの制作が発表され、2020年2月1日に『ゴブリンスレイヤー -GOBLIN'S CROWN-』（ゴブリンスレイヤー ゴブリンズクラウン）のタイトルでショウゲートの配給により劇場上映された。PG12指定。興行収入は1億500万円。
テレビアニメ第2期『ゴブリンスレイヤーII』は2021年1月に開催されたオンラインイベント「GA FES 2021 〜GA 15th Anniversary〜」にて制作が発表され、2023年10月から12月まで放送された。

### スタッフ
|                               | 第1期                                  | OVA                                    | 第2期                                  |
| ----------------------------- | -------------------------------------- | -------------------------------------- | -------------------------------------- |
| 原作                          | 蝸牛くも                               | 蝸牛くも                               | 蝸牛くも                               |
| キャラクター原案              | 神奈月昇                               | 神奈月昇                               | 神奈月昇                               |
| 総監督                        | N/A                                    | N/A                                    | 尾崎隆晴                               |
| 監督                          | 尾崎隆晴                               | 尾崎隆晴                               | 髙田美里                               |
| シリーズ構成                  | 倉田英之                               | 倉田英之                               | 倉田英之                               |
| キャラクターデザイン          | 永吉隆志                               | 永吉隆志                               | 加藤裕美                               |
| （ゲスト）モンスター デザイン | 戸田麻衣                               | 戸田麻衣                               | 小澤理彦                               |
| プロップデザイン              | 岩畑剛一、鈴木典孝                     | 岩畑剛一、鈴木典孝                     | 服部聰志                               |
| デザインワークス              | 加藤千恵、コレサワシゲユキ、灯夢       | 加藤千恵、コレサワシゲユキ、灯夢       | 渡部岳、中島俊、二川大                 |
| 美術設定                      | 大山裕之、由利聡                       | 尾崎隆晴                               | SAKO、李書九、高橋大地                 |
| 美術監督                      | 甲斐政俊                               | 甲斐政俊                               | 甲斐政俊                               |
| 色彩設計                      | 佐藤美由紀                             | 佐藤美由紀                             | 野地弘納                               |
| 撮影監督                      | 峰岸健太郎                             | 峰岸健太郎                             | 野澤圭輔                               |
| 3Dディレクター                | 軽部優                                 | 軽部優                                 | N/A                                    |
| 編集                          | 後藤正浩                               | 後藤正浩                               | 梅津朋美                               |
| 音響監督                      | 明田川仁                               | 明田川仁                               | 濱野高年                               |
| アフレコ演出                  | 濱野高年                               | 濱野高年                               | N/A                                    |
| 音楽                          | 末廣健一郎                             | 末廣健一郎                             | 末廣健一郎                             |
| 音楽プロデューサー            | 岡田こずえ                             | 岡田こずえ                             | 岡田こずえ                             |
| 音楽プロデューサー            | N/A                                    | N/A                                    | 小倉充俊                               |
| 音楽制作                      | アーティスト・マネージメント・オフィス | アーティスト・マネージメント・オフィス | アーティスト・マネージメント・オフィス |
| 音楽制作                      | N/A                                    | N/A                                    | グッドスマイルフィルム                 |
| チーフプロデューサー          | 山崎史紀、宮崎誠司                     | 山崎史紀、宮崎誠司                     | 深尾聡志                               |
| プロデューサー                | 小倉充俊、礒谷徳知、相田剛             | 小倉充俊、礒谷徳知、相田剛             | 小倉充俊、礒谷徳知、相田剛             |
| プロデューサー                | 深尾聡志、秋田規行 菊地洋平、和泉勇一  | 深尾聡志、秋田規行 菊地洋平、和泉勇一  | 石川義洋、松本一貴 伏見怜子、植木達也  |
| アニメーション プロデューサー | 吉川綱樹                               | 吉川綱樹                               | 佐々木悠祐                             |
| アニメーション制作            | WHITE FOX                              | WHITE FOX                              | ライデンフィルム                       |
| 製作                          | ゴブリンスレイヤー 製作委員会          | ゴブリンスレイヤー GC 製作委員会       | ゴブリンスレイヤーII 製作委員会        |

### 主題歌
「Rightfully」
Miliによる第1期オープニングテーマ。作詞はmomocashew、作曲はmomocashewとYamato Kasai、編曲はYamato Kasaip、Yukihito Mitomo、Shoto Yoshida。
「銀の祈誓」
そらるの作詞・作曲・歌による第1期エンディングテーマ。編曲は大西省吾。
「Though Our Paths May Diverge」
Miliによる第1期第7話挿入歌。作詞はmomocashew、作曲はmomocashewとYamato Kasai、編曲はYamato Kasai。
「Within」
Miliによる第1期第12話挿入歌。作詞はmomocashew、作曲はmomocashewとYamato Kasai、編曲はYamato Kasai。
「Static」
MiliによるOVA主題歌。作詞はCassie Wei、作曲はYamato KasaiとCassie Wei、編曲はYamato Kasai。
「Entertainment」
Miliによる第2期オープニングテーマ。作詞はCassie Wei、作曲はCassie WeiとYamato Kasai、編曲はYamato Kasaiとarai tasuku。
「霞の向こうへ」
中島由貴による第2期エンディングテーマ。作詞・作曲は敬也 -amazuti-、編曲はamazuti。

### 評価
BD第1期第1巻（初回生産限定）の初週推定売上は3,361枚、DVD第1期第1巻（同）の初週推定売上は804枚をそれぞれ記録している。
「アニメ総選挙2018年間大賞」流行語大賞ではゴブリンスレイヤーの「ゴブリンか？」が3位となり、同じくニコニコ動画の2018年秋（10月-12月）のアニメを対象としたアンケートでは『ゾンビランドサガ』『SSSS.GRIDMAN』に次ぐ3位となっている。
アメリカのアニメ評価サイト「Anime Trending」が主催した「第5回 Anime Trending Awards」ではACTION OR ADVENTURE ANIME OF THE YEAR部門で8位、FANTASY OR MAGICAL ANIME OF THE YEAR部門で7位をそれぞれ獲得している。AnimaniA賞 2020ではテレビシリーズ賞と監督賞（尾崎隆晴）を受賞。

### 各話リスト
| 話数 | サブタイトル                    | 脚本     | 絵コンテ       | 演出              | 作画監督                                                                                          | 総作画監督                 | 初放送日       |       |       |       |       |       |       |       |       |       |       |       |       |       |       |       |       |       |
| 第1期 | 第1期                           | 第1期    | 第1期          | 第1期             | 第1期                                                                                             | 第1期                      | 第1期          | 第1期 | 第1期 | 第1期 | 第1期 | 第1期 | 第1期 | 第1期 | 第1期 | 第1期 | 第1期 | 第1期 | 第1期 | 第1期 | 第1期 | 第1期 | 第1期 | 第1期 |
| --- | ------------------------------- | -------- | -------------- | ----------------- | ------------------------------------------------------------------------------------------------- | -------------------------- | -------------- | ----- | ----- | ----- | ----- | ----- | ----- | ----- | ----- | ----- | ----- | ----- | ----- | ----- | ----- | ----- | ----- | ----- |
| 第一話 | ある冒険者たちの結末            | 倉田英之 | 尾崎隆晴       | 尾崎隆晴          | 永吉隆志                                                                                          | 永吉隆志                   | 2018年 10月7日 |       |       |       |       |       |       |       |       |       |       |       |       |       |       |       |       |       |
| 新人冒険者4人のパーティーは洞窟内のゴブリン退治に臨むが、油断と慢心からゴブリンの奇襲を受けて壊滅する。女魔術師は毒の短剣で瀕死となって剣士は斬殺され、女武闘家は強姦される。唯一残った女神官を救った「ゴブリンスレイヤー」と名乗る銀等級の冒険者は女魔術師をためらわず介錯すると、倒したゴブリンから次々に武器を奪って持ち替え、女神官に残された奇跡も活用しながら着実にゴブリンを始末してゆくと、最後に残された子供のゴブリンたちをも容赦なく撲殺する。生還した女神官は冒険者を続け、ゴブリンスレイヤーと行動を共にすることになる。 |                                 |          |                |                   |                                                                                                   |                            |                |       |       |       |       |       |       |       |       |       |       |       |       |       |       |       |       |       |
| 第二話 | 小鬼を殺す者                    | 黒田洋介 | 尾崎隆晴       | 宮原秀二          | 小野晃 菊地功一 西村幸恵                                                                          | 永吉隆志                   | 10月14日       |       |       |       |       |       |       |       |       |       |       |       |       |       |       |       |       |       |
| ゴブリンスレイヤーと共に辺境の街の冒険者ギルドへ納品に訪れた牛飼娘は、他の冒険者たちが先を争ってより評価の高い冒険依頼を手にする中、最後に残ったゴブリン退治を引き受けるゴブリンスレイヤー、彼の異様な風体と行動を軽蔑する他の冒険者、そしてゴブリンスレイヤーに付きそう女神官の姿を目にする。北の山砦に棲み着き、先行した冒険者たちを惨殺したゴブリンたちを仕留めるゴブリンスレイヤーの姿に彼のモノローグが重なる──ゴブリンに故郷を滅ぼされ、姉を虐殺された彼がゴブリンへの復讐にのめり込むうち、それが「楽しくなってくる」という──。そんなゴブリンスレイヤーの活躍を美化して伝える吟遊詩人にその所在を尋ねたのは、上の森人の少女・妖精弓手だった。 |                                 |          |                |                   |                                                                                                   |                            |                |       |       |       |       |       |       |       |       |       |       |       |       |       |       |       |       |       |
| 第三話 | 思いがけない来客                | 倉田英之 | 古賀一臣       | 古賀一臣          | 二宮奈那子 加藤明日美                                                                             | 永吉隆志                   | 10月21日       |       |       |       |       |       |       |       |       |       |       |       |       |       |       |       |       |       |
| 妖精弓手・鉱人道士・蜥蜴僧侶の銀等級冒険者3人組が人捜しに辺境の街の冒険者ギルドを訪れるが、「オルクボルグ」やら「かみきり丸」やらと言うばかりで話が通じない末、ようやくゴブリンスレイヤーのことと判明する。その一方、女神官は「辺境最強」の槍使いに同行する魔女から、これからどうするかを決めるよう諭される。妖精弓手らはゴブリンスレイヤーに「森人の領地の遺跡に巣くったゴブリンたちの退治」を依頼し、その奇妙な性格に翻弄されながらも、女神官を加えた5人で旅立つこととなる。 |                                 |          |                |                   |                                                                                                   |                            |                |       |       |       |       |       |       |       |       |       |       |       |       |       |       |       |       |       |
| 第四話 | 強き者ども                      | 倉田英之 | 迫井政行       | 迫井政行          | 藤木奈々 正金時直子                                                                               | 永吉隆志                   | 10月28日       |       |       |       |       |       |       |       |       |       |       |       |       |       |       |       |       |       |
| 遺跡に進入したゴブリンスレイヤー一行は途中で女森人を救出し、奥底近くへ到達する。鉱人道士の術で大勢のゴブリンたちを眠らせ、女神官の奇跡による無音の中、他の3人が黙々とゴブリンたちを始末してゆく。そしてさらに奥へ進もうとした一行の前に、巨大なオーガが立ちはだかる。その圧倒的な戦闘能力と回復能力により、一行は全滅寸前まで追い詰められるが、ゴブリンスレイヤーは転移の巻物を広げて深海の海底へ繋げ、その海水による高圧水流でオーガの身体を切り刻み、辛勝を得る。 |                                 |          |                |                   |                                                                                                   |                            |                |       |       |       |       |       |       |       |       |       |       |       |       |       |       |       |       |       |
| 第五話 | 冒険と日常と                    | 黒田洋介 | 古賀一臣       | 古賀一臣          | 岩垂瑞樹 室山祥子 今岡律之 舘崎大                                                                 | 永吉隆志                   | 11月4日        |       |       |       |       |       |       |       |       |       |       |       |       |       |       |       |       |       |
| 辺境の街の下水道では、新米剣士と見習聖女が巨大鼠退治に臨んでいたが、大黒蟲の襲撃で巨大鼠に刺さった剣を回収できないまま逃げ帰る羽目になってしまう。他の冒険者に相談した2人は魔女から無くし物を捜す蝋燭を貰い、ゴブリンスレイヤーから代わりに棍棒を持つことを助言され、どうにか剣を回収する。その後、ゴブリンスレイヤーはギルドの受付嬢から圃人斥候の昇級審査の立ち会いを求められる。お宝をくすねていたことを見破られて降格処分を言い渡された圃人斥候は、怒りで受付嬢を襲おうとするもゴブリンスレイヤーに睨まれて捨て台詞を残し、立ち去る。そんなゴブリンスレイヤーのもとに、遠方から特別な様式での依頼書が届けられる。 |                                 |          |                |                   |                                                                                                   |                            |                |       |       |       |       |       |       |       |       |       |       |       |       |       |       |       |       |       |
| 第六話 | 水の街の小鬼殺し                | 黒田洋介 | 高木啓明       | 高木啓明          | 永井里奈 ハン・ミンギ                                                                             | 永吉隆志                   | 11月11日       |       |       |       |       |       |       |       |       |       |       |       |       |       |       |       |       |       |
| 辺境の街のギルドでは勇者の話題で盛り上がる中、ゴブリンスレイヤーが他の4人に水の都でのゴブリン退治の依頼を相談する。相談というより二択を迫っているだけのゴブリンスレイヤーに呆れつつ、結局は5人で水の都へ向かうと、依頼主はかつて魔神王を討った「六人の英雄」の1人にして至高神の大司教である剣の乙女だった。地下水路に入った一行は大量のゴブリン、ゴブリンの乗った船団、そしてこれを襲う巨大な沼竜（アリゲイタ）と遭遇する。沼竜に襲われる状況でゴブリンが船を使っているという不自然さから、ゴブリンスレイヤーはゴブリンを誰かが操っていると疑う。 |                                 |          |                |                   |                                                                                                   |                            |                |       |       |       |       |       |       |       |       |       |       |       |       |       |       |       |       |       |
| 第七話 | 死へ進め                        | 黒田洋介 | 尾崎隆晴       | 尾崎隆晴          | 永吉隆志 井川典恵                                                                                 | 永吉隆志                   | 11月18日       |       |       |       |       |       |       |       |       |       |       |       |       |       |       |       |       |       |
| 至高神の神殿の大浴場で休息する女神官は剣の乙女と一緒になるが、その様子から彼女がゴブリンのことを身をもって知っているのではと考える。その後、再び地下水路に入った一行は、ある一室に閉じ込められて毒気攻めに遭う。ゴブリンスレイヤーの機転で危機を脱した一行に、今度はゴブリンチャンピオン率いる大勢のゴブリンが襲いかかる。チャンピオンの凄まじい戦闘力によってゴブリンスレイヤーを圧倒され、一行は瓦解寸前の危機に陥る。辛うじて立ち上がったゴブリンスレイヤーはチャンピオンを絞殺すべく組み付き、さらにその片目をえぐり取る。その鬼気迫る様子にゴブリンたちも恐れを成して逃走するが、ゴブリンスレイヤーは瀕死の危機に陥ってしまう。 |                                 |          |                |                   |                                                                                                   |                            |                |       |       |       |       |       |       |       |       |       |       |       |       |       |       |       |       |       |
| 第八話 | 囁きと祈りと詠唱                | 倉田英之 | 久保雄介       | 久保雄介          | 中村進也 加藤明日美 二宮奈那子 相澤秀亮                                                           | 永吉隆志                   | 11月25日       |       |       |       |       |       |       |       |       |       |       |       |       |       |       |       |       |       |
| 「先生」と呼ばれる圃人による虐待同然の指導を夢で思い出していたゴブリンスレイヤーは、処女同衾の奇跡「蘇生《リザレクション》」を発動した剣の乙女や女神官により、至高神の神殿の一室で無事に目覚める。剣の乙女は、冒険者として駆け出しのころにゴブリンに強姦された記憶を語る。ゴブリンスレイヤーと女神官は別に地下水路の探索を行っていた3人と合流して装備を修理し、槍使いと魔女に持参させた目の細かい小麦粉を受け取る。地下水路の奥、街を外れたところの一室に陣取って強力な術を用いる正体不明の大目玉を、ゴブリンスレイヤーは小麦粉を利用しての粉塵爆発で葬り去る。 |                                 |          |                |                   |                                                                                                   |                            |                |       |       |       |       |       |       |       |       |       |       |       |       |       |       |       |       |       |
| 第九話 | 往きて、還りし                  | 倉田英之 | おざわかずひろ | 路比塚俳優人      | 中田正彦 永井里奈 正金時直子                                                                      | 永吉隆志                   | 12月2日        |       |       |       |       |       |       |       |       |       |       |       |       |       |       |       |       |       |
| 大目玉が守っていたのは巨大な鏡で、どうやら遠く離れたゴブリンの住処と繋がった転移の鏡であるらしい。大爆発の音を聞きつけたゴブリンチャンピオン率いるゴブリンたちによる襲撃を阻塞（バリケード）を作って食い止めながら、蜥蜴僧侶が怪力で鏡を引きはがして頭上に掲げながら鉱人道士が術で天井を崩落させ、ゴブリンたちを全滅させる。事件解決の報告に剣の乙女のもとを訪れたゴブリンスレイヤーは、彼女による情報操作を指摘して真意を問いただす。ゴブリンに陵辱されて眼を焼かれた過去のトラウマから、毎晩うなされる苦しみを街の皆に分かって欲しかったが分かってもらえなかったという剣の乙女に、ゴブリンスレイヤーはゴブリンが現れたならたとえ夢の中でもそれを殺しに行くと告げて別れる。                                                                                   |                                 |          |                |                   |                                                                                                   |                            |                |       |       |       |       |       |       |       |       |       |       |       |       |       |       |       |       |       |
| 第十話 | まどろみの中で                  | 黒田洋介 | 神谷純         | 宮原秀二          | 小野晃 菊地功一 西村幸恵                                                                          | 永吉隆志                   | 12月9日        |       |       |       |       |       |       |       |       |       |       |       |       |       |       |       |       |       |
| 水の都から辺境の街へ戻ったゴブリンスレイヤーは一見いつもと変わらない淡々とした生活を送るが、仲間や他の冒険者たちとの交流を通して少しずつ心情に変化が生まれる。勇者が魔神王を討ち倒したという知らせに街は沸き立ち、剣の乙女からはゴブリンの悪夢を見なくなったことへの感謝の手紙が届く。しばらくゴブリン退治の依頼の無い平和な日々が続いていたが、ある朝、牧場の近くに大量のゴブリンの足跡が見つかる。 |                                 |          |                |                   |                                                                                                   |                            |                |       |       |       |       |       |       |       |       |       |       |       |       |       |       |       |       |       |
| 特別編 | 冒険記録用紙                    | -        | -              | -                 | -                                                                                                 | -                          | 12月16日       |       |       |       |       |       |       |       |       |       |       |       |       |       |       |       |       |       |
| 牛飼娘の目線で第1話から第10話までをまとめた総集編。 |                                 |          |                |                   |                                                                                                   |                            |                |       |       |       |       |       |       |       |       |       |       |       |       |       |       |       |       |       |
| 第十一話 | 冒険者の饗宴                    | 倉田英之 | 川村賢一       | 川村賢一          | 稲吉智重 木宮亮介 平村直紀 中村進也 ぐんそう                                                      | 永吉隆志                   | 12月23日       |       |       |       |       |       |       |       |       |       |       |       |       |       |       |       |       |       |
| ゴブリンロード率いる百匹を超えるゴブリンの軍勢の襲撃を予見し、逃亡を指示するも牛飼娘に牧場に踏みとどまると言われたゴブリンスレイヤーは、ギルドの冒険者たちに牧場の防衛への参加を求める。懸命の依頼にまず槍使いが、続いて普段からの仲間たちと魔女が応える。さらには受付嬢の説得に応えた支部長からも「ゴブリン1匹に金貨1枚」の懸賞金が出て、居合わせた他の冒険者たちも決起する。その夜、ゴブリンの大軍が押し寄せるが、事前にゴブリンスレイヤーが立てた作戦が功を奏し、大勢の冒険者たちは的確に対応して殲滅する。劣勢に焦ったゴブリンロードは上位種に後始末を押しつけて逃走するが、その目の前にゴブリンスレイヤーが立ちはだかる。 |                                 |          |                |                   |                                                                                                   |                            |                |       |       |       |       |       |       |       |       |       |       |       |       |       |       |       |       |       |
| 第十二話 | ある冒険者の結末                | 倉田英之 | 尾崎隆晴       | 尾崎隆晴          | 若山和人 井川典恵 藤木奈々 正金寺直子                                                             | 永吉隆志                   | 12月30日       |       |       |       |       |       |       |       |       |       |       |       |       |       |       |       |       |       |
| 他の上級冒険者たちによって上位種のゴブリンたちが殲滅されていく一方、ゴブリンスレイヤーとゴブリンロードの決戦が始まる。知力も体力も並みのゴブリンを凌駕するロードの猛攻の前にゴブリンスレイヤーは剣を折られて圧倒され、止めを刺されそうになるが、ロードは女神官による《聖壁（プロテクション）》の二重掛けに挟まれ、押し潰される。拙い言葉で命乞いをして隙を突こうとするロードの喉にゴブリンスレイヤーは折れた剣を突き当て、息の根を止める。冒険者たちがギルドで祝杯を挙げ、ゴブリンスレイヤーやギルドからの報酬を手にする中、自らの本来の願望として「冒険者になりたいんだと思う」と語るゴブリンスレイヤーに、女神官は兜を取ってほしいと願う。それに応えてゴブリンスレイヤーが兜を脱ぐと、周りの冒険者たちは祝杯を放り出して彼の素顔を一目見ようと集まってくる。 |                                 |          |                |                   |                                                                                                   |                            |                |       |       |       |       |       |       |       |       |       |       |       |       |       |       |       |       |       |
| 第2期 |                                 |          |                |                   |                                                                                                   |                            |                |       |       |       |       |       |       |       |       |       |       |       |       |       |       |       |       |       |
| 第一話 | ありふれた春の一日              | 倉田英之 | 髙田美里       | 髙田美里          | 本田敬一 太田宣貴 宮田奈保美                                                                      | 石山寛 服部聰志            | 2023年 10月6日 |       |       |       |       |       |       |       |       |       |       |       |       |       |       |       |       |       |
| 第二話 | 赤毛の少年魔術師                | 倉田英之 | 髙田美里       | 吉田俊司          | 宮田奈保美 藤田正幸 伊藤大翼 高橋敦子 佐々木彩香 新田拓実 古賀五十六 太田宣貴 飯飼一幸 木下由美子 | 寺尾憲治                   | 10月13日       |       |       |       |       |       |       |       |       |       |       |       |       |       |       |       |       |       |
| 第三話 | 町外れの訓練場                  | 倉田英之 | 坂田純一       | 関野関十          | 石山寛 古賀五十六 太田宣貴 橋本穂高 森悦史 花澤友梨 奥野倫史 高田浩美 UEC                         | 石山寛 古賀五十六          | 10月20日       |       |       |       |       |       |       |       |       |       |       |       |       |       |       |       |       |       |
| 第四話 | そして冒険へ                    | 倉田英之 | 西田正義       | 水本葉月          | 藤田正幸 太田宣貴 Vercreek 新田拓実 宮田奈保美 高田浩美 古賀五十六 飯飼一幸 木下由美子            | 寺尾憲治 森田実            | 10月27日       |       |       |       |       |       |       |       |       |       |       |       |       |       |       |       |       |       |
| 第五話 | かみきり丸、南の川へ            | 倉田英之 | 西澤晋         | 佐本三国          | 高橋敦子 内藤伊之介 佐々木彩香                                                                    | 伊藤大翼 橋本純一          | 11月3日        |       |       |       |       |       |       |       |       |       |       |       |       |       |       |       |       |       |
| 第六話 | エルフ王の森                    | 倉田英之 | 奥村よしあき   | 木村佳嗣          | 藤田正幸 太田宣貴 宮田奈保美 なまためやすひろ 松本緑 新田拓実 高田浩美                            | 石山寛 佐藤千春            | 11月10日       |       |       |       |       |       |       |       |       |       |       |       |       |       |       |       |       |       |
| 第七話 | ジャングル・クルーズ            | 倉田英之 | 古賀五十六     | 古賀五十六        | 古賀五十六 新田拓実 中島駿 森悦史 大野勉 佐藤千春 太田宣貴 佐々木彩香                             | 古賀五十六                 | 11月17日       |       |       |       |       |       |       |       |       |       |       |       |       |       |       |       |       |       |
| 第八話 | 闇の奥                          | 倉田英之 | 坂田純一       | 吉田俊司          | 高橋敦子 井元一彰 藤田正幸 飯飼一幸                                                               | 寺尾憲治 伊藤大翼 森田実   | 11月24日       |       |       |       |       |       |       |       |       |       |       |       |       |       |       |       |       |       |
| 第九話 | かつてあった青春 今そこにある灰 | 倉田英之 | 清水聡         | 髙田美里 関野関十 | 新田拓実 なまためやすひろ 森悦史 太田宣貴 本田敬一                                                | 石山寛 柑原豆真            | 12月1日        |       |       |       |       |       |       |       |       |       |       |       |       |       |       |       |       |       |
| 第十話 | 都邑の冒険                      | 倉田英之 | 半田大貴       | 半田大貴          | 古賀五十六 藤田正幸 宮田奈保美 香田智樹 内野明雄 松本緑 小澤円 中島駿                             | 森田実 古賀五十六 新田拓実 | 12月8日        |       |       |       |       |       |       |       |       |       |       |       |       |       |       |       |       |       |
| 第十一話 | 王女の受難                      | 倉田英之 | 奥村よしあき   | 佐本三国          | 高橋敦子 太田宣貴 北島勇樹 森悦史 なまためやすひろ 寺尾憲治 新田拓実                              | 石山寛                     | 12月15日       |       |       |       |       |       |       |       |       |       |       |       |       |       |       |       |       |       |
| 第十二話 | 祈りよ、天に届いているか        | 倉田英之 | 坂本一也       | 播摩優            | 高橋敦子 宮田奈保美 阿部弘樹 北島勇樹 小澤円 後藤孝宏 内野明雄 齊藤格 森田実 柑原豆真             | 寺尾憲治 柑原豆真          | 12月22日       |       |       |       |       |       |       |       |       |       |       |       |       |       |       |       |       |       |

| タイトル                            | 脚本     | 絵コンテ | 演出     | 作画監督 | 発売日         |
| ----------------------------------- | -------- | -------- | -------- | -------- | -------------- |
| ゴブリンスレイヤー -GOBLIN'S CROWN- | 倉田英之 | 尾崎隆晴 | 尾崎隆晴 | 永吉隆志 | 2020年 7月29日 |

### 放送局
| 放送期間                 | 放送時間                     | 放送局     | 対象地域 | 備考                                 |
| ------------------------ | ---------------------------- | ---------- | -------- | ------------------------------------ |
| 2018年10月7日 - 12月30日 | 日曜 0:30 - 1:00（土曜深夜） | AT-X       | 日本全域 | 製作参加 / CS放送 / リピート放送あり |
|                          | 日曜 1:30 - 2:00（土曜深夜） | TOKYO MX   | 東京都   |                                      |
|                          |                              | サンテレビ | 兵庫県   |                                      |
|                          |                              | BS11       | 日本全域 | BS放送 / 『ANIME+』枠                |

| 配信開始日     | 配信時間                     | 配信サイト                                                                      |
| -------------- | ---------------------------- | ------------------------------------------------------------------------------- |
| 2018年10月7日  | 日曜 1:30 - 2:00（土曜深夜） | AbemaTV ニコニコ生放送                                                          |
|                | 日曜 1:30（土曜深夜） 更新   | dアニメストア アニメ放題 U-NEXT GYAO! ニコニコチャンネル Amazonプライム・ビデオ |
| 2018年10月9日  | 火曜 0:00（月曜深夜） 更新   | Netflix                                                                         |
|                | 火曜 12:00 更新              | FOD あにてれ ビデオマーケット music.jp DMM.com dTV バンダイチャンネル           |
|                | 火曜 更新                    | J:COMオンデマンド アクトビラ TSUTAYA TV みるプラス ビデオパス                   |
| 2018年10月11日 | 木曜 12:00 更新              | ふらっと動画                                                                    |
| 不明           | 不明                         | Hulu                                                                            |

| 放送期間                 | 放送時間                     | 放送局     | 対象地域 | 備考                      |
| ------------------------ | ---------------------------- | ---------- | -------- | ------------------------- |
| 2023年10月6日 - 12月22日 | 金曜 22:00 - 22:30           | AT-X       | 日本全域 | CS放送 / リピート放送あり |
| 2023年10月7日 - 12月23日 | 土曜 1:05 - 1:35（金曜深夜） | TOKYO MX   | 東京都   |                           |
|                          | 土曜 1:30 - 2:00（金曜深夜） | BS11       | 日本全域 | BS放送 / 『ANIME+』枠     |
| 2023年10月8日 - 12月24日 | 日曜 1:00 - 1:30（土曜深夜） | サンテレビ | 兵庫県   |                           |

第2期はABEMAにて2023年10月6日より毎週金曜22時30分から地上波先行放送・見放題独占配信される。

### BD / DVD
| 巻  | 発売日        | 収録話         | 規格品番  | 規格品番  | 規格品番 |
| 巻  | 発売日        | 収録話         | BD        | DVD       |          |
| --- | ------------- | -------------- | --------- | --------- | -------- |
| 1   | 2019年2月20日 | 第1話 - 第4話  | BJS-81415 | JDD-81415 |          |
| 2   | 2019年3月20日 | 第5話 - 第8話  | BJS-81416 | JDD-81416 |          |
| 3   | 2019年4月17日 | 第9話 - 第12話 | BJS-81417 | JDD-81417 |          |
| BOX | 2021年4月28日 | 第1話 - 第12話 | BPBQ-1261 | N/A       |          |

| 巻  | 発売日        | 収録話           | 規格品番   | 規格品番  | 規格品番  |
| 巻  | 発売日        | 収録話           | BD限定版   | BD通常版  | DVD通常版 |
| --- | ------------- | ---------------- | ---------- | --------- | --------- |
| OVA | 2020年7月29日 | -GOBLIN'S CROWN- | BJSL-81630 | BJS-81630 | JDD-81630 |

| 巻 | 発売日        | 収録話         | 規格品番  | 規格品番  | 規格品番 |
| 巻 | 発売日        | 収録話         | BD        | DVD       |          |
| -- | ------------- | -------------- | --------- | --------- | -------- |
| 1  | 2024年1月31日 | 第1話 - 第4話  | BJS-81823 | JDD-81823 |          |
| 2  | 2024年2月28日 | 第5話 - 第8話  | BJS-81824 | JDD-81824 |          |
| 3  | 2024年3月27日 | 第9話 - 第12話 | BJS-81825 | JDD-81825 |          |

## ゲーム

### テーブルトークRPG
ゴブリンスレイヤーTRPG
2019年5月15日にSBクリエイティブより発売された。ソード・ワールドシリーズなどで知られるグループSNEが開発を担当した。
原作における魔法の強力性とその発動可能数の制約、ならびにランダムだがキャラ作成段階での全魔法のいずれかを習得可能。また、いかに不要な直接戦闘を避ける重要性の要素として、「継戦カウンター」「消耗」というダメージ・疲労度によるリスクとカウンター・消耗の即時回復手段（休息ポイントの利用、スタミナポーションなど）、他の敵キャラクターが存在しているとボスキャラクターが強化される、などのシステムが盛り込まれており、GMの用意したシナリオに応じて正攻法で遊んだり、原作のような奇抜な発想で切り抜けることもできる余地もある。なお、登場人物の肩書のような名前など、原作に縛られないようにPC・GMの判断で難易度・設定の適宜調整ができるようになっている（例を挙げると、前述の名前は固有名詞を付けてもよい、など）。
同年8月には、原作者の蝸牛くもが参加したリプレイが、GA文庫より発売された。
2021年5月13日に、内容を拡張するサプリメントが発売。サンプルで外伝ダイカタナに関連したキャラクターが登場する。
ゴブリンスレイヤーTRPGリプレイ 死と罠の街ランサペール
2020年1月29日に、4Gamer.netの企画としてリプレイ動画連載を全12回の予定で開始。リプレイの模様はYoutubeおよびニコニコ動画で公開されている。

### スマートフォンゲーム
ゴブリンスレイヤー THE ENDLESS REVENGE
Android版が2019年12月28日、iOS版が2020年1月1日に、SHOWGATEより配信開始。基本プレイ無料のアイテム課金制。4人のパーティーを編成し、スワイプとタップの操作でゴブリンを倒す爽快アクションRPGとなっており、原作者による監修のもと、ゲームオリジナルキャラクターも登場する。2020年12月25日にサービス終了。
ゴブリンスレイヤー エンドレスハンティング
2022年12月20日にCTWより配信開始。ジャンルはRPG。基本プレイ無料。同社の運営するG123がプラットフォームのブラウザゲームであり、PCでもプレイ可能である。

### 体感型ゲーム
ゴブリンスレイヤー 謎解きクエスト 〜地下神殿に潜むゴブリンを殲滅せよ〜
持ち帰り型の体感型ゲームとして、企画・制作がアイオウプラス、謎制作をナゾトキアドベンチャーが担当したプレイキットが2020年8月26日に発売された。解答判定にウェブサイトを利用するため、インターネットへの接続環境が必要。

### コンシューマーゲーム
ゴブリンスレイヤー -ANOTHER ADVENTURER- NIGHTMARE FEAST
Nintendo Switch、Steam用ゲームソフトとしてブシロードゲームズより発表。開発はアポロソフト、メビウス。ジャンルはタクティクスRPG。2024年2月29日発売。

## パチンコ・パチスロ
パチンコ
『Pゴブリンスレイヤー』が藤商事より2023年5月8日に導入開始。
パチスロ
『Lゴブリンスレイヤー』が藤商事より2023年4月17日に導入開始。